# Gangenstelsel Zonneberg

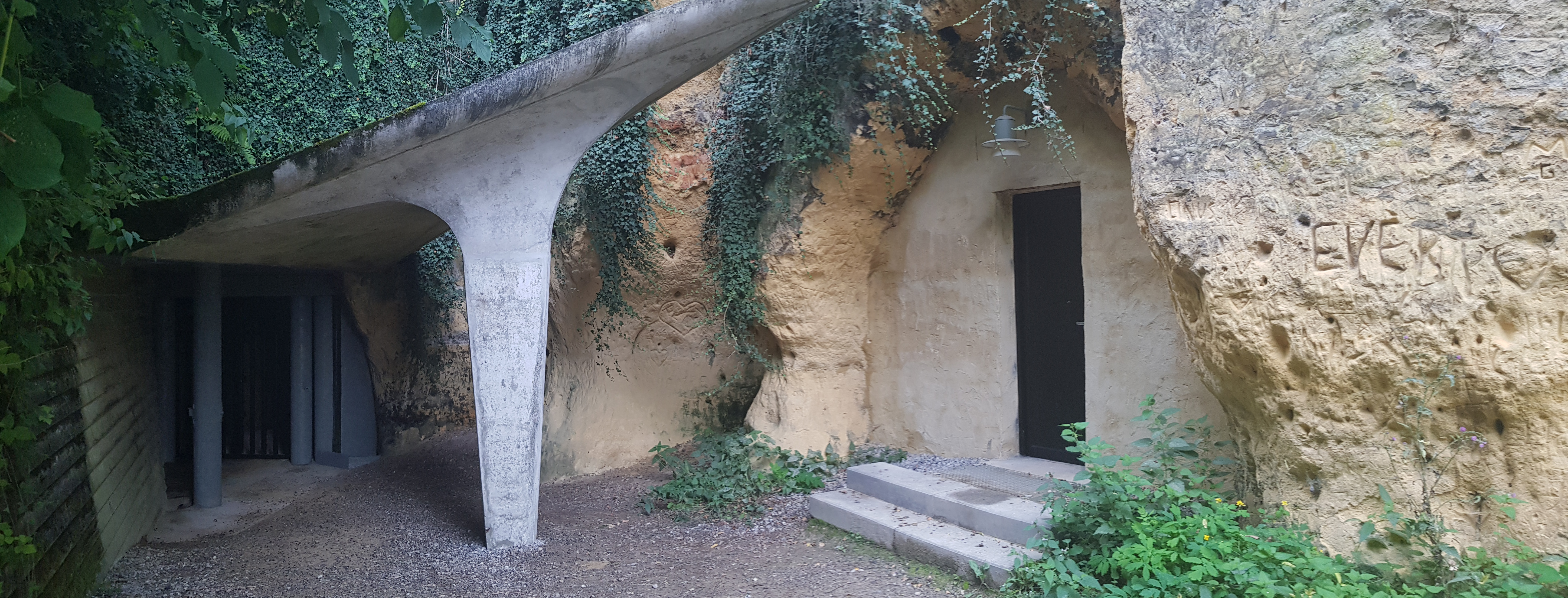
Ingang Zonneberg

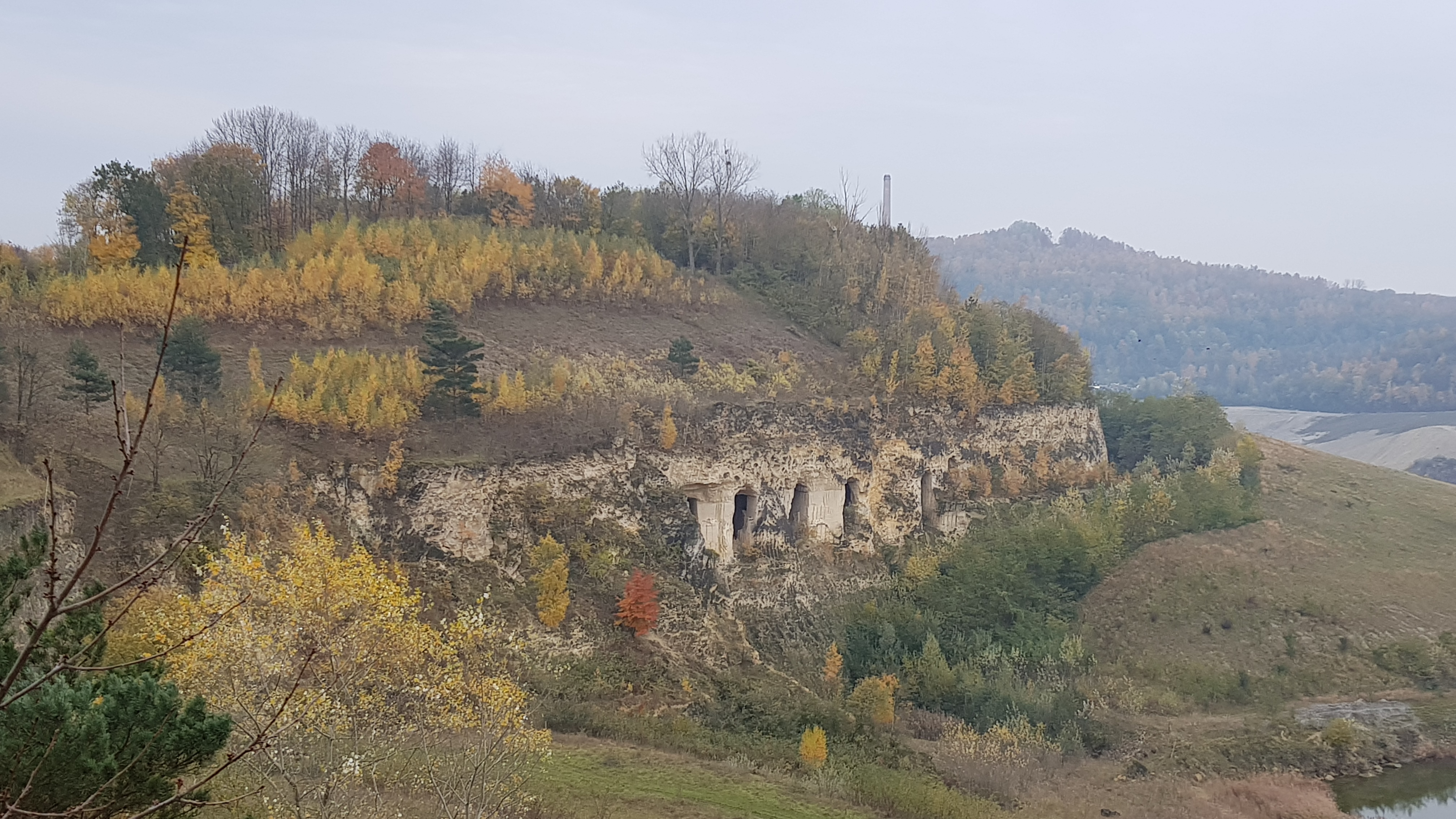
Aangesneden gangen van Wilde Berg (Zonneberg), zichtbaar in de Oehoevallei

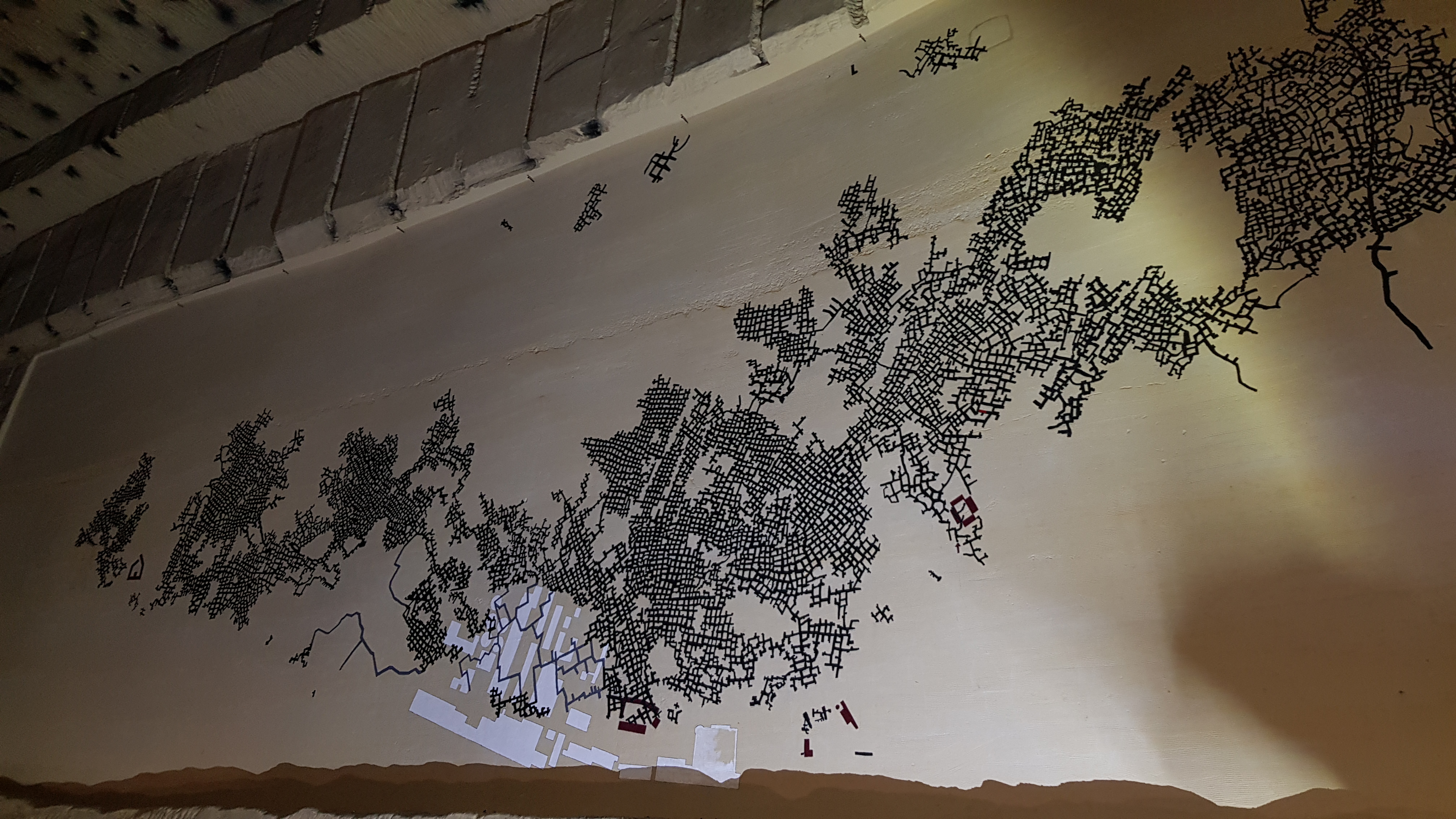
Plattegrond van het gangenstelsel

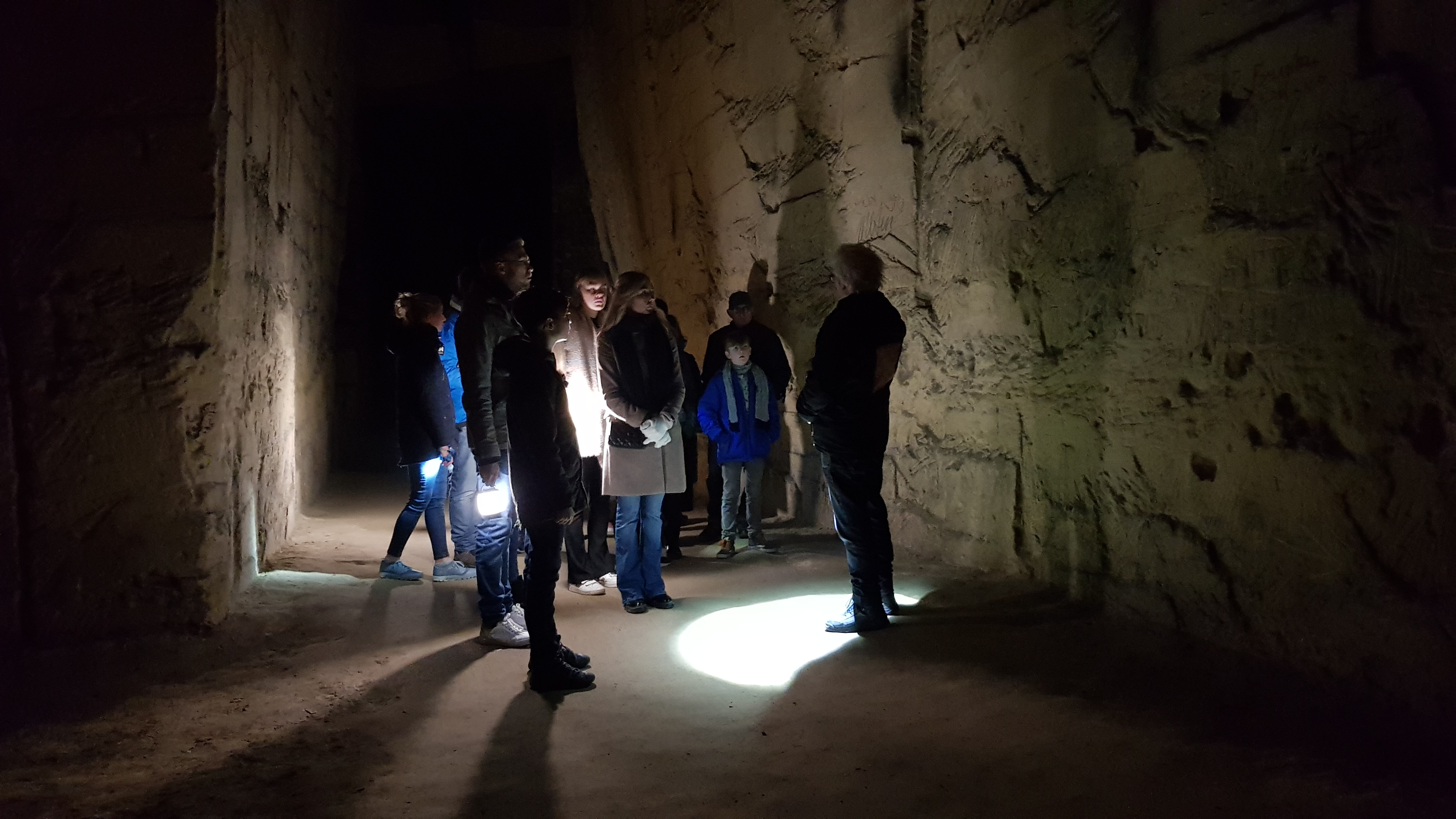
Toeristen met gids in het gangenstelsel

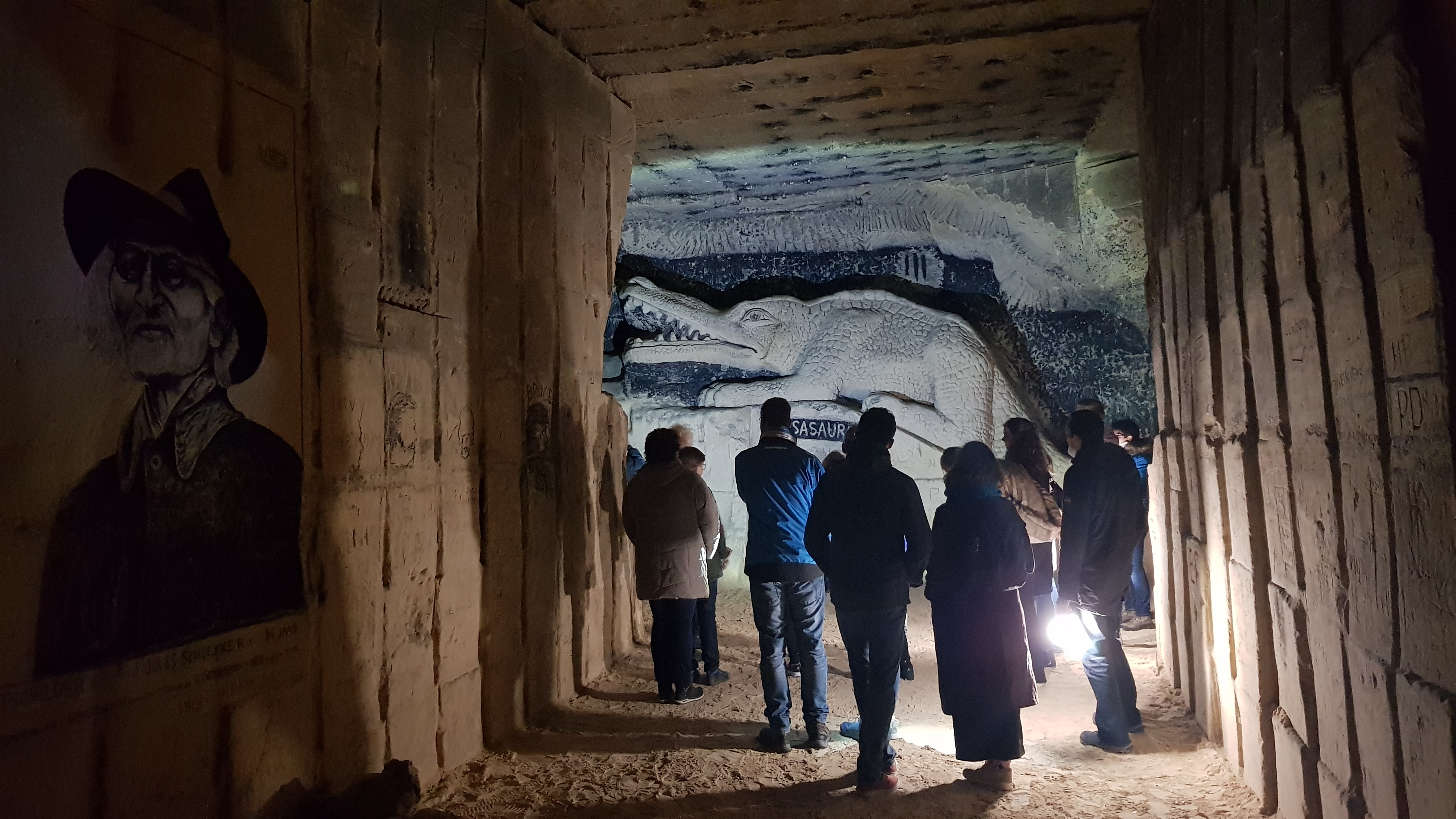
Toeristen bij de mosasaurus in het Museum Zonneberg

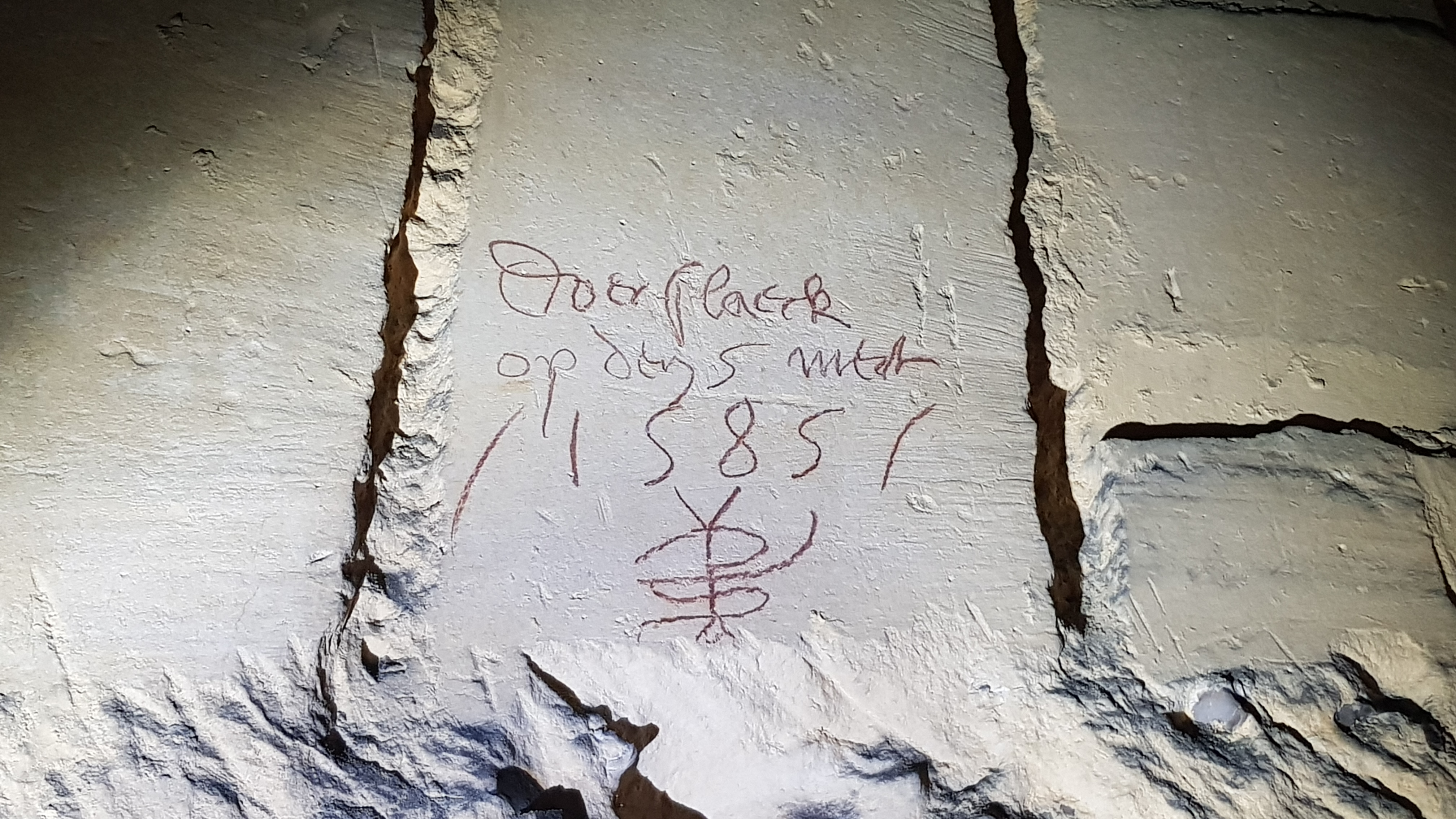
Opschrift uit 1585

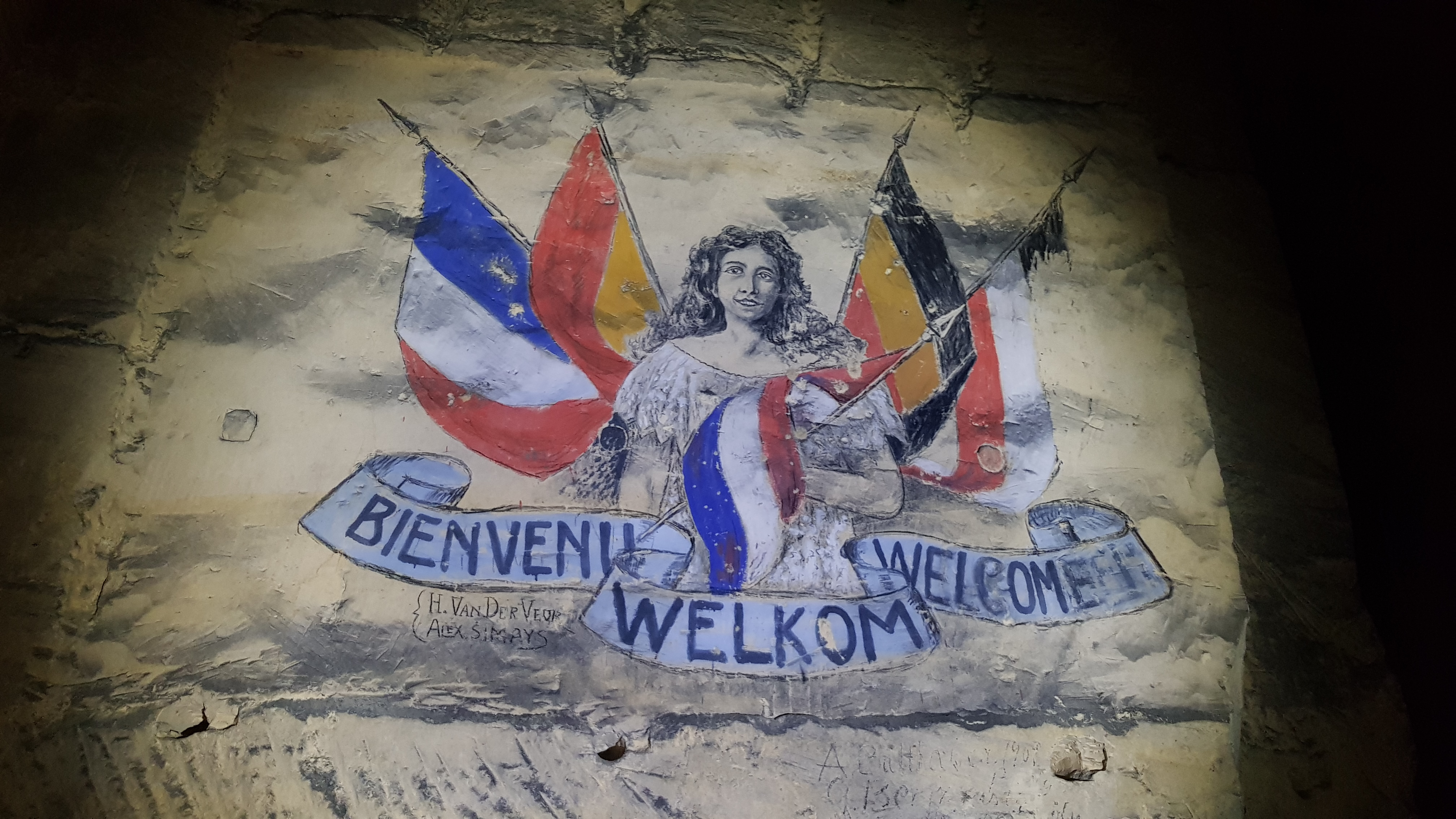
Tekening in het gangenstelsel

Het Gangenstelsel Zonneberg of Grotten Zonneberg, kortweg Zonneberg, is een gangenstelsel en voormalige Limburgse mergelgroeve in Nederlands Zuid-Limburg in de gemeente Maastricht. Het gangenstelsel ligt in de Sint-Pietersberg in het Plateau van Caestert ten zuidwesten van het dorp Sint Pieter, zich uitstrekkend van de Ganzendries en Schutterijweg in het noorden tot de Zonnebergweg in het zuiden (aan de rand van de ENCI-groeve) en van de Hoeve Zonneberg in het oosten tot de Oehoevallei in het westen. De groeve is vernoemd naar de Hoeve Zonneberg.
In het noorden heeft het stelsel van de Zonneberg verbinding via het Padvindersgat met het Noordelijk Gangenstelsel en in het zuiden met het grotendeels verdwenen gangenstelsel Slavante.
In het gangenstelsel worden vele rondleidingen gegeven die vertrekken vanaf Buitengoed Slavante.

## Geschiedenis
In de 16e en 17e eeuw werd een groot deel van het gangenstelsel door blokbrekers uitgehouwen. Dat deed men destijds vanuit de gangenstelsels Noord en Slavante, omdat de Zonneberg geen eigen ingang had. Destijds werd het gangenstelsel van de Zonneberg de Benedenberg genoemd, het gangenstelsel Slavante heette Bovenberg en het Noordelijk Gangenstelsel noemde men de Berg van Ceulen. Daarnaast werden ook de benamingen Sint-Pietersberggroef I, II en III gebruikt (Zonneberg: II, Slavante: III). Meestal werd er echter niet het gangenstelsel aangeduid dat men bezocht, maar via welke ingang het gangenstelsel werd betreden, waarbij de ingang onder Hoeve Zonneberg werd aangeduid met bijvoorbeeld Grot bij Zonneberg, Ingang Zonneberg, museum van Willems onder Zonneberg en Hoofdingang Landgoed Zonneberg.
In 1640 zouden vier monniken in het gangenstelsel dood zijn teruggevonden nadat ze verdwaald waren en de weg niet meer terug konden vinden. Ze hadden gebruik gemaakt van een afgewikkelde draad om de weg terug te kunnen vinden, maar die raakte los, met fataal gevolg. In het gangenstelsel is op een van de mergelwanden een tekening aangebracht die herinnert aan dit verhaal.
In eerdere eeuwen bestonden er verbindingen met het Noordelijk Gangenstelsel. In 1809 lieten de Fransen springladingen tot ontploffing komen waardoor de twee gangenstelsels in de Sint-Pietersberg gescheiden raakten. Voor 1809 kon men van het Noordelijk Gangenstelsel, via Zonneberg en Slavante ondergronds naar het Zuidelijk Gangenstelsel lopen.
In de 19e eeuw werden de ontgonnen blokken kalksteen uit het gangenstelsel via een schacht naar buiten vervoerd, zo blijkt uit reisverslagen uit die tijd. De schacht die toentertijd gebruikt moet zijn was de schacht nabij de F-muren aan de westkant van het gangenstelsel nabij de Luikerweg. Het alternatief was om de kalksteenblokken helemaal door het gangenstelsel naar de andere kant te vervoeren en de uitgang achter de kerk te gebruiken.
In 1880 werd in opdracht van de eigenaar van de Hoeve Zonneberg een ingang aangelegd. Deze was uiteindelijk in 1897 verbonden met het bestaande gangenstelsel van de Zonneberg, nadat men vanuit de ontginning onder de Hoeve Zonneberg een drijfgang had gegraven naar het achterliggende stelsel. Niet lang na deze verbinding werd begonnen met het geven van toeristische rondleidingen. Tussen de gangenstelsels ontstond een concurrentiestrijd, waarbij tal van nieuwe kunstwerken werden aangebracht in de gangenstelsels en men ook kunstwerken uit elkaars stelsels namaakte en zelfs vervalste. In de Zonneberg liet de boer Nicolaas Willems, pachter van de Hoeve Zonneberg, tal van schilderingen aanbrengen en richtte er een museum op. In de verbindingsgangen tussen Slavante en Zonneberg zouden in 1902 door de elkaar beconcurrerende toeristische exploitanten muren zijn gebouwd om de concurrent geen toegang te geven tot de kunstwerken van elkaars stelsel. Deze muren zouden volgens Jean-Baptiste Bory de Saint-Vincent reeds van voor 1900 stammen. In 1898 werd de verbindingsweg van de ingang naar het achterliggende stelsel verbreed om breed genoeg te laten zijn voor de doorgang van karren.
In 1938 schreef D.C. van Schaïk in het boek De Sint Pietersberg, waarin het gangenstelsel voor de eerst werd aangeduid met Zonneberg, dat ruim 25 jaar eerder opnieuw een verbinding tussen het Noordelijk Gangenstelsel en de Zonneberg zou zijn uitgehouwen, dat bekend staat als het Padvindersgat. Deze één meter brede gang had toen een lengte van ongeveer 55 meter en had een hoogte van anderhalve meter. Toen het gangenstelsel in de oorlog werd ingericht als schuilplaats, werd het Padvindersgat als te klein gezien en men breidde uit. Dit werd voltooid op 10 juli 1943. Na de oorlog probeerde de champignonkweker het gat te dichten met allerhande materialen, omdat hij last had van berglopers die van de Zonneberg naar Noord via de champignonkwekerij kwamen, die in het Noordelijk Gangenstelsel in het gedeelte tussen de Van Schaïktunnel en het Padvindersgat gesitueerd was. Kwaadwillenden wisten het gat toch weer open te krijgen. Na de overname door Natuurmonumenten werd er een degelijk afsluitbaar hek geplaatst, maar dat werd in 2011 in het geheel gestolen.
In 1943-1944 werd het Sint-Pietersbergplan ontwikkeld, waarbij het gangenstelsel ingericht werd als evacuatiecentrum voor het geval Maastricht in de frontlinie terecht zou komen. Tijdens de Tweede Wereldoorlog werd het gangenstelsel door Maastrichtenaren gebruikt om te schuilen voor het oorlogsgeweld.
In de 20e eeuw werd de ENCI-groeve ontgonnen waarbij een ook een deel van het gangenstelsel Zonneberg werd afgegraven en in de cementmolens van de ENCI verdween. Dit betreffen het overgrote deel van de Wilde Berg (de locatie van de latere Oehoevallei) en de Zwarte Berg. In de jaren 1970 werden door de ENCI muren gebouwd in de verbindingsgangen met de af te graven delen van de ondergrondse gangenstelsels. Deze ENCI-muren staan ongeveer op de plaats waar de toeristische exploitanten hun muren hadden staan.

## Bezienswaardigheden
In het gangenstelsel van de Zonneberg zijn tal van kunstwerken en andere bezienswaardigheden te zien, waaronder:
- de geologische kenmerken van de Sint-Pietersberg met onder andere lagen vuursteen die verdere ontginning van de kalksteen in de weg zaten[18][19]
- de sporen die blokbrekers achter hebben gelaten in de eeuwen dat de groeve werd ontgonnen voor de winning van kalksteenblokken, waaronder kapsporen en de manier waarop ze de blokken uitzaagden, de zwarte plekken van walmende olielampjes en karrensporen[8][15]
- de oude opschriften die mensen door de eeuwen heen achtergelaten hebben, waarvan de oudste uit 1551 stamt[12]
- vele houtskooltekeningen die door kunstenaars (zoals de kunstenaar Jules Sondeijker) aangebracht zijn op de muren van het gangenstelsel, waaronder ook oude reclames waaruit de eigenaren ook inkomsten kregen[20]
- de Grottennachtwacht, een reproductie op ware grootte van Rembrandts De Nachtwacht van de hand van Jules Sondeijker die rond 1900 werd aangebracht en tussen september 2018 en juni 2019 werd gerestaureerd[21]
  - De echte Nachtwacht bevond zich tijdens de Tweede Wereldoorlog ongeveer 300 meter verderop in de Kunstbunker Sint-Pietersberg.[21]
- het Museum Zonneberg, een ondergronds museum met houtskoolschilderingen dat rond 1900 werd geopend[20]
- een zeven meter lange uitgehouwen "mosasaurus" in het Museum Zonneberg[15]
- de negendrup, een verschijnsel uit het gangenstelsel Slavante waarbij om de 9 seconden een nieuwe druppel neervalt, die op twee plekken in Zonneberg was nagemaakt[5]
- de restanten van champignonteelt en de kweek van kardoen en lof[22][23]
- de resten van een grootschalig evacuatieplan (het Sint-Pietersbergplan) voor het geval dat Maastricht zich tijdens de Tweede Wereldoorlog in de frontlinie zou bevinden en de inwoners van de stad zich hier schuil konden houden. De plannen hielden rekening met 40.000 vluchtelingen. Om die te huisvesten werd het gangenstelsel Zonneberg opgedeeld in verschillende zones waarvan de nummers overeenkwamen met de wijken van de stad. De mensen moesten kunnen eten en er werden daarom vijf bakovens aangelegd voor het bakken van brood (rook werd afgevoerd via een 30 meter hoge schoorsteen), voor de watervoorziening waren pompenkamers gebouwd die grondwater oppompten, kapellen voor de religieuze behoeften, een ziekenhuis en vele toiletten.[15][24]

## Groeve
Van de verschillende stelsels is het gangenstelsel Zonneberg het grootste resterende gangenstelsel van de Sint-Pietersberg. De Zonneberg had een oppervlakte van 20,5 hectare. De ingang van het stelsel bevindt zich in de helling ten oosten van Hoeve Zonneberg. Vroeger was het gangenstelsel ook toegankelijk via de Ingang achter de kerk en via de Ingang Tennisbaan. Het gangenstelsel kenmerkt zich door kathedraalachtige gangen. Deze gangen zijn zo hoog geworden door het steeds verder uitdiepen van reeds bestaande gangen.
Het gangenstelsel Zonneberg heeft met het Noordelijk Gangenstelsel als gevolg van instortingen tegenwoordig slechts één verbinding, namelijk het Padvindersgat.
De Zonneberg is in het beheer van Natuurmonumenten.

## Galerij

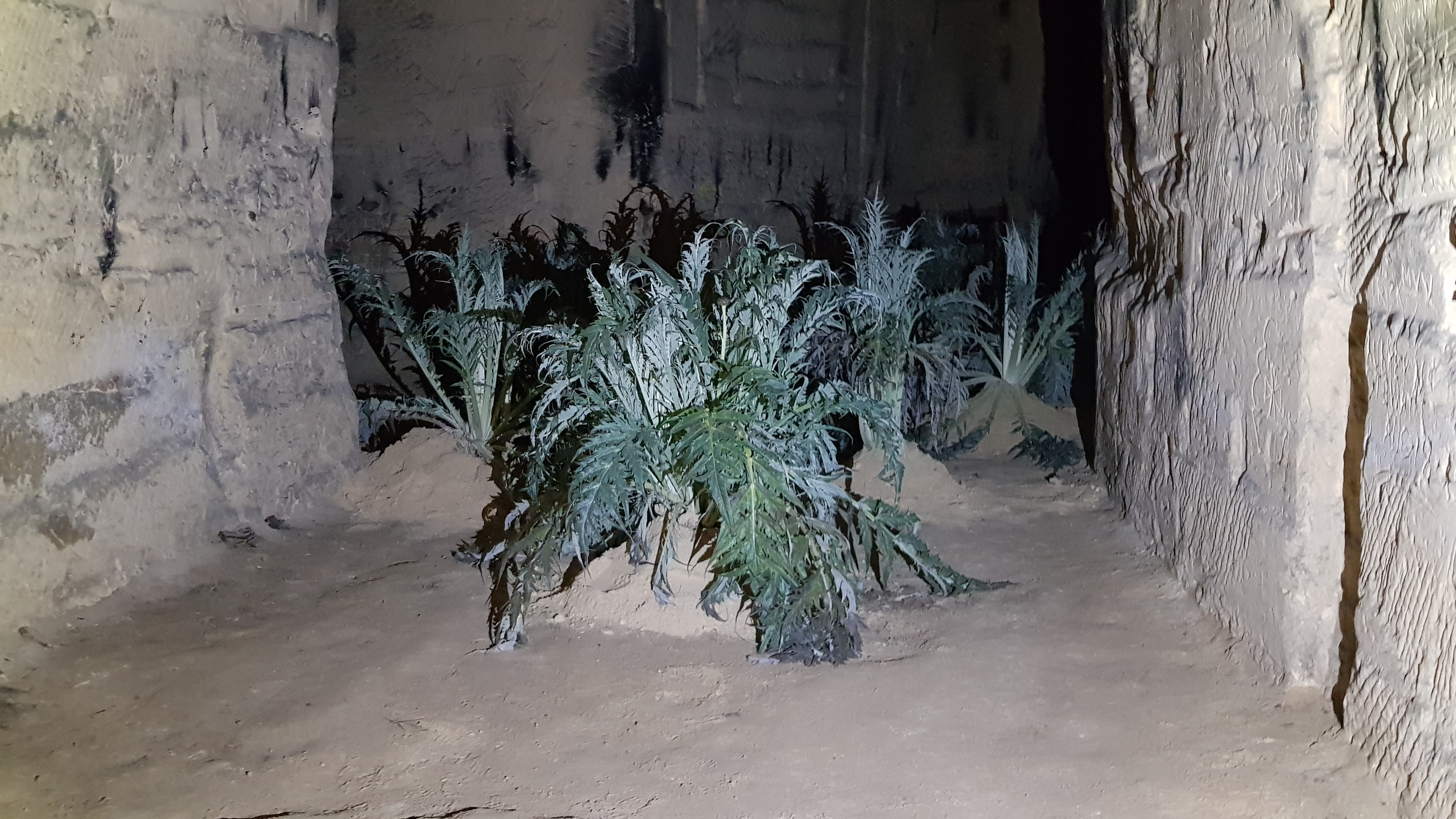
Kweek van kardoenplanten
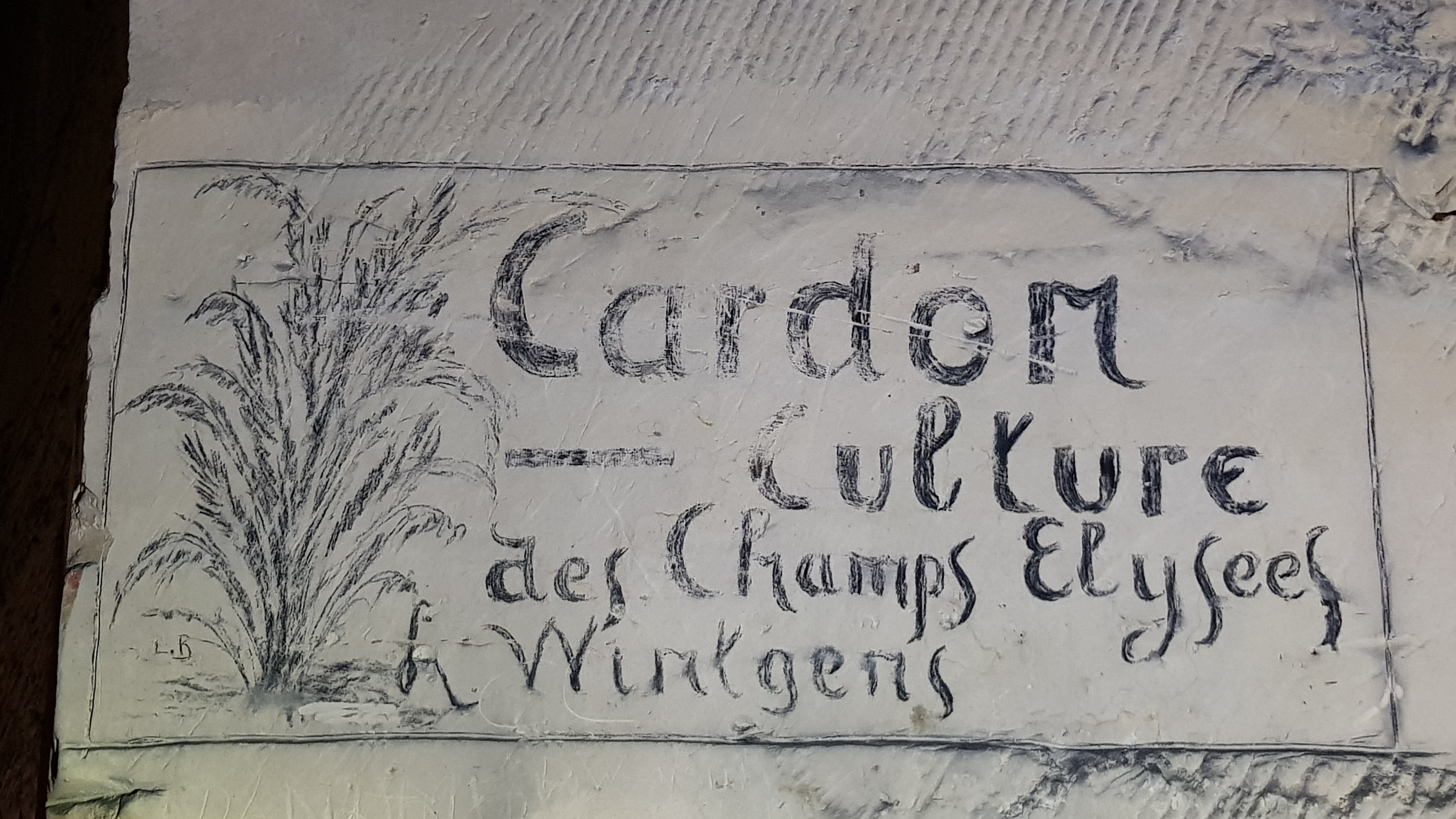
Aanduiding kardoenplanten
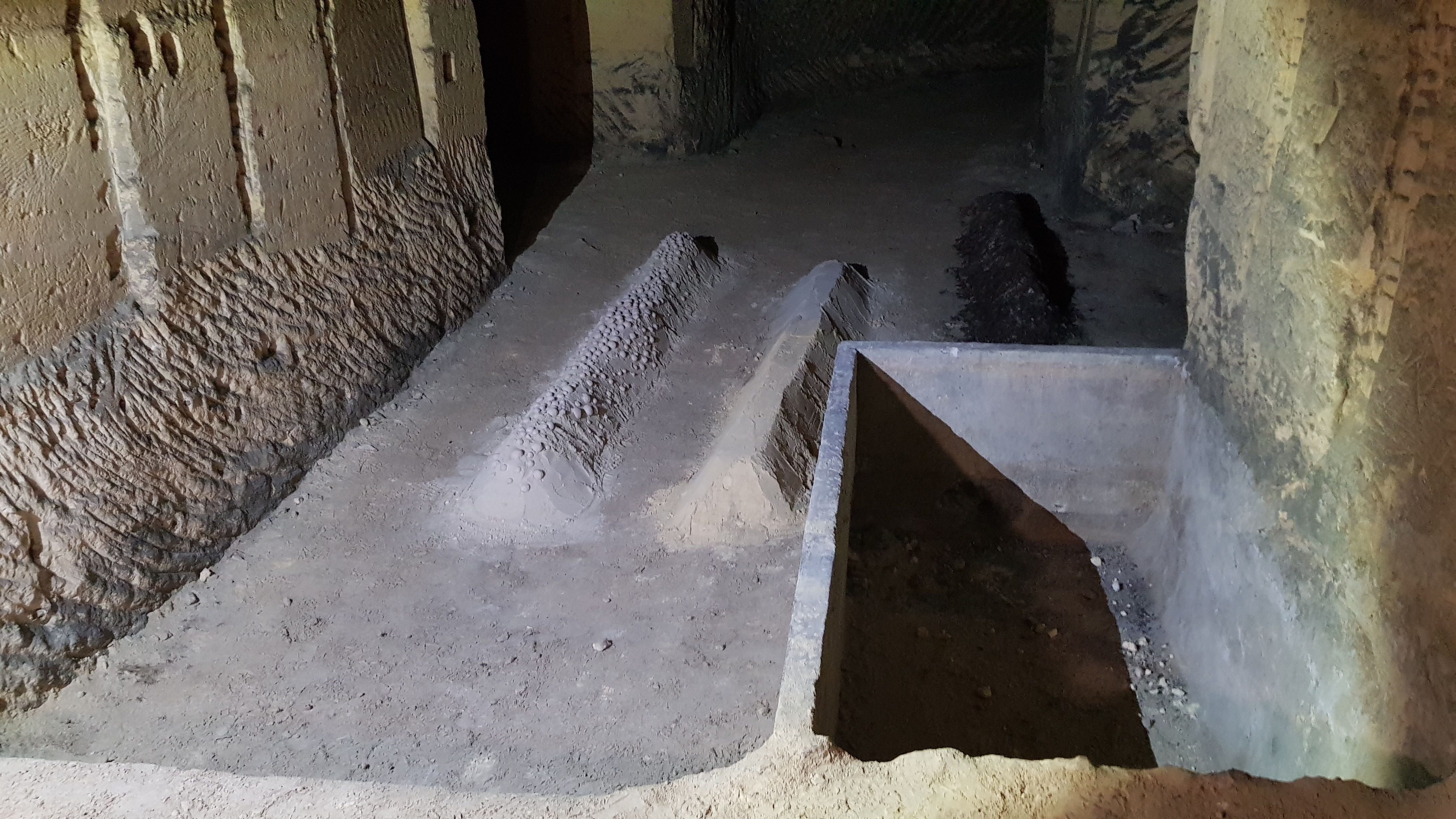
Nabootsing teelt van champignons
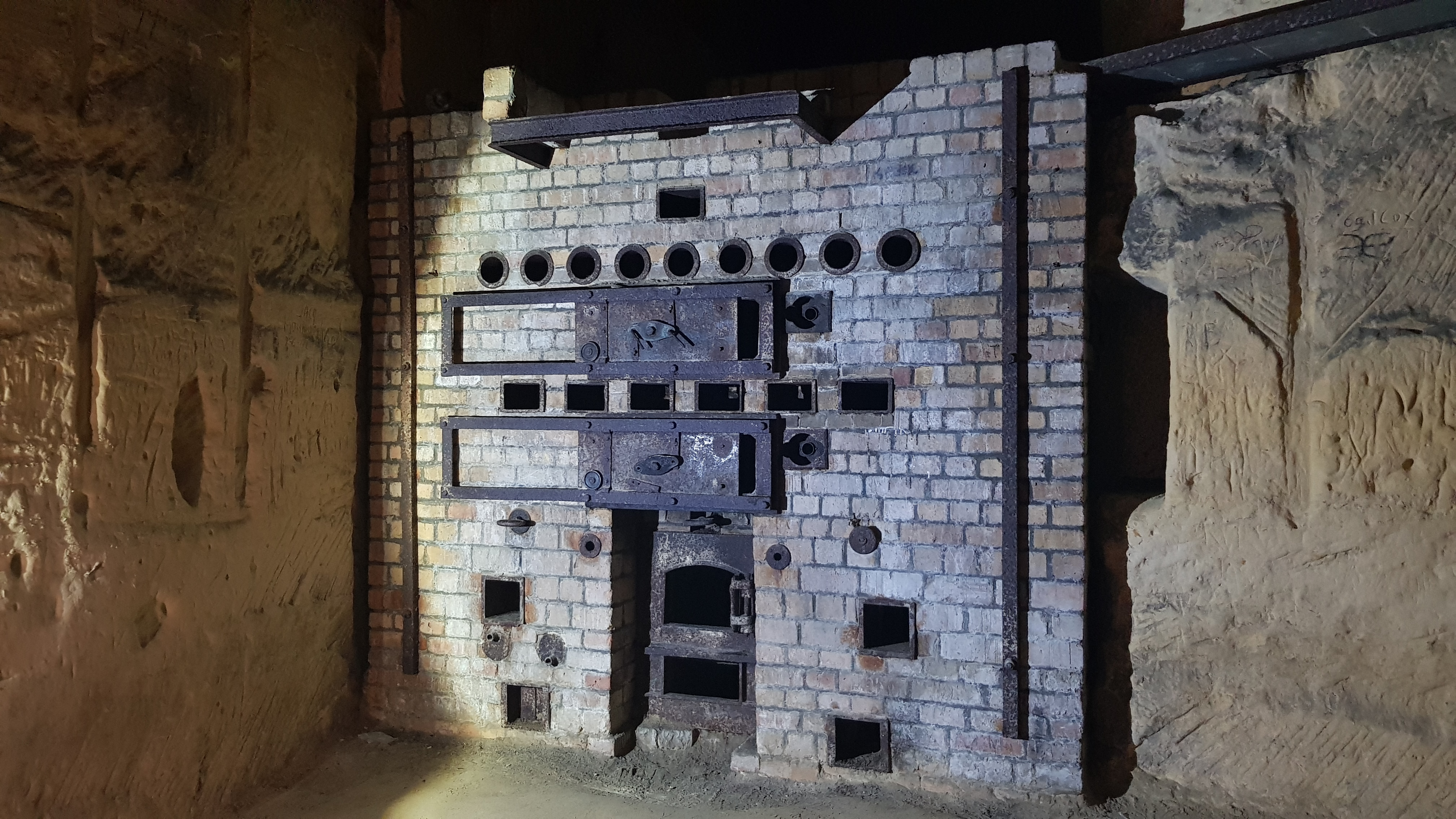
Oven gebouwd als onderdeel van het evacuatieplan
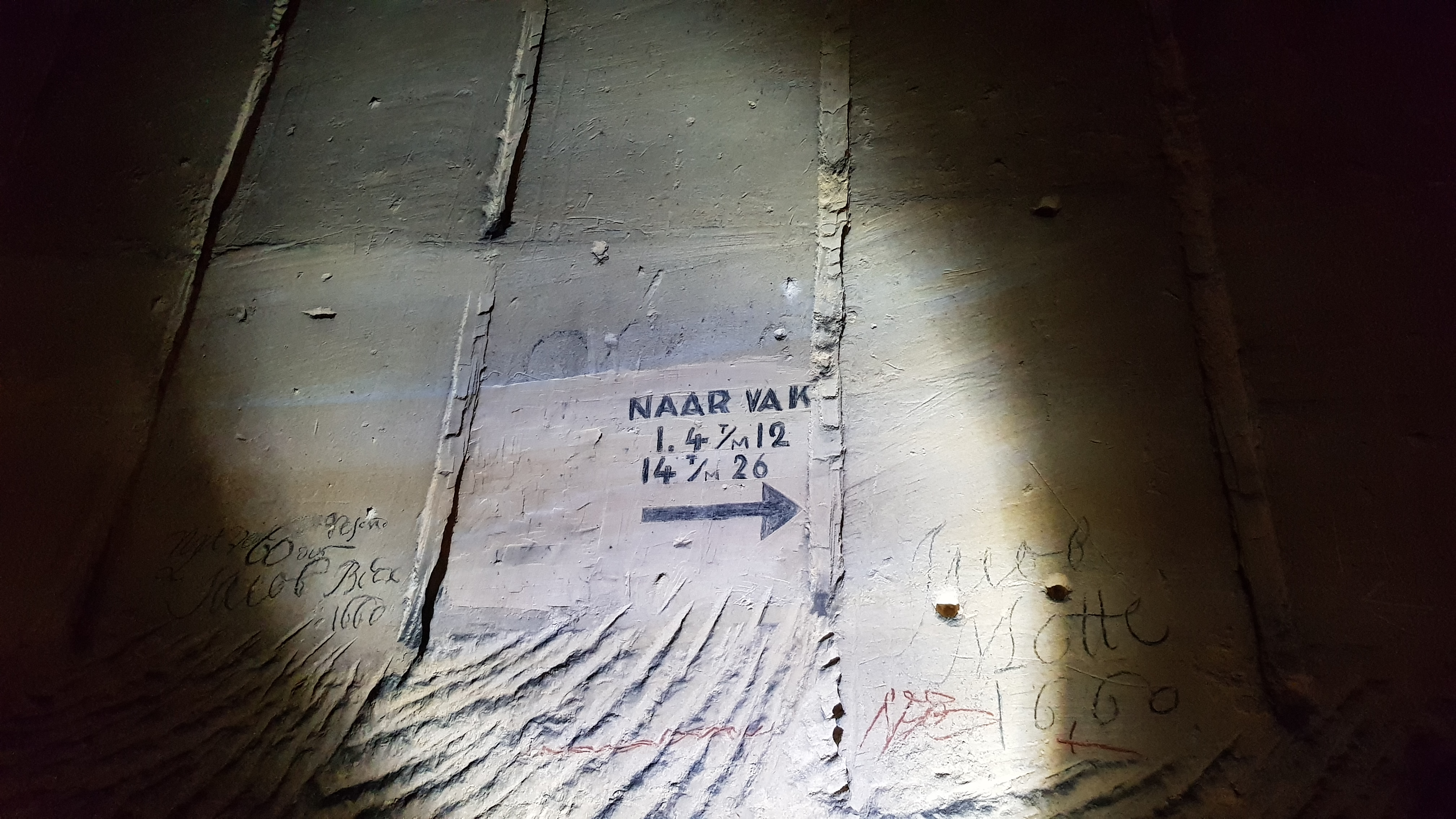
Markering van het evacuatieplan
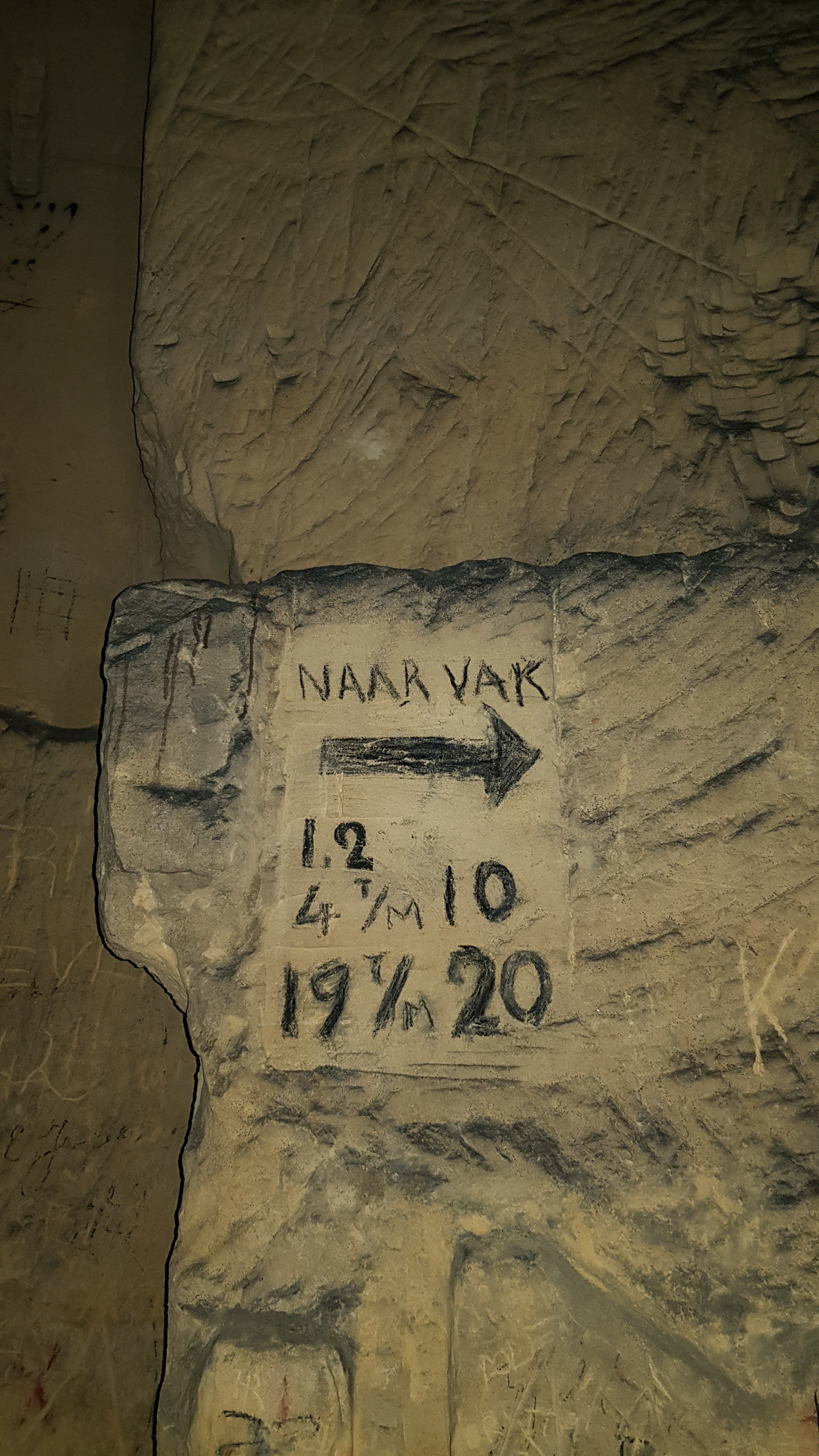
Markering van het evacuatieplan
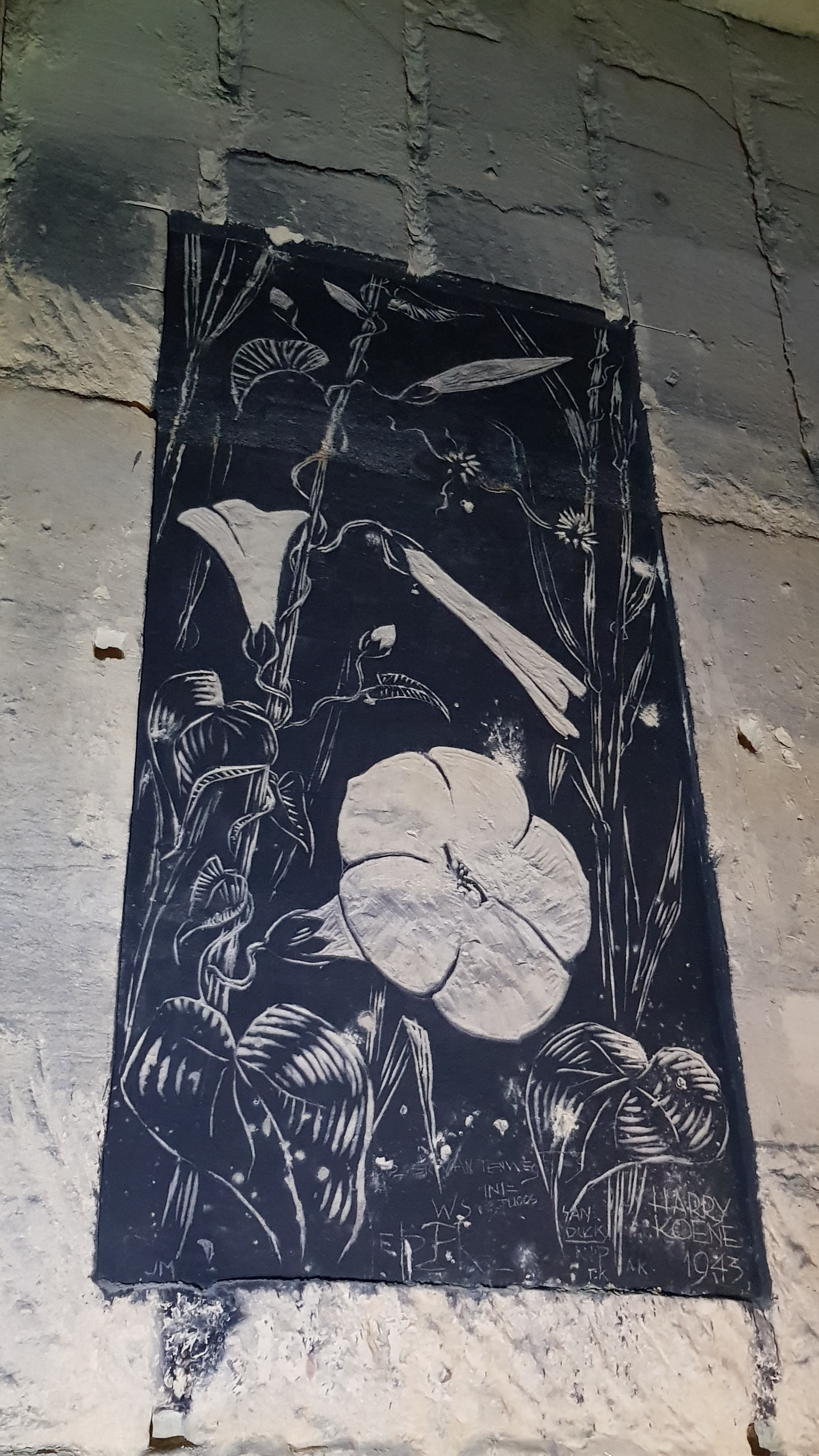
Tekening aan de gang met de naam Bloemenweg
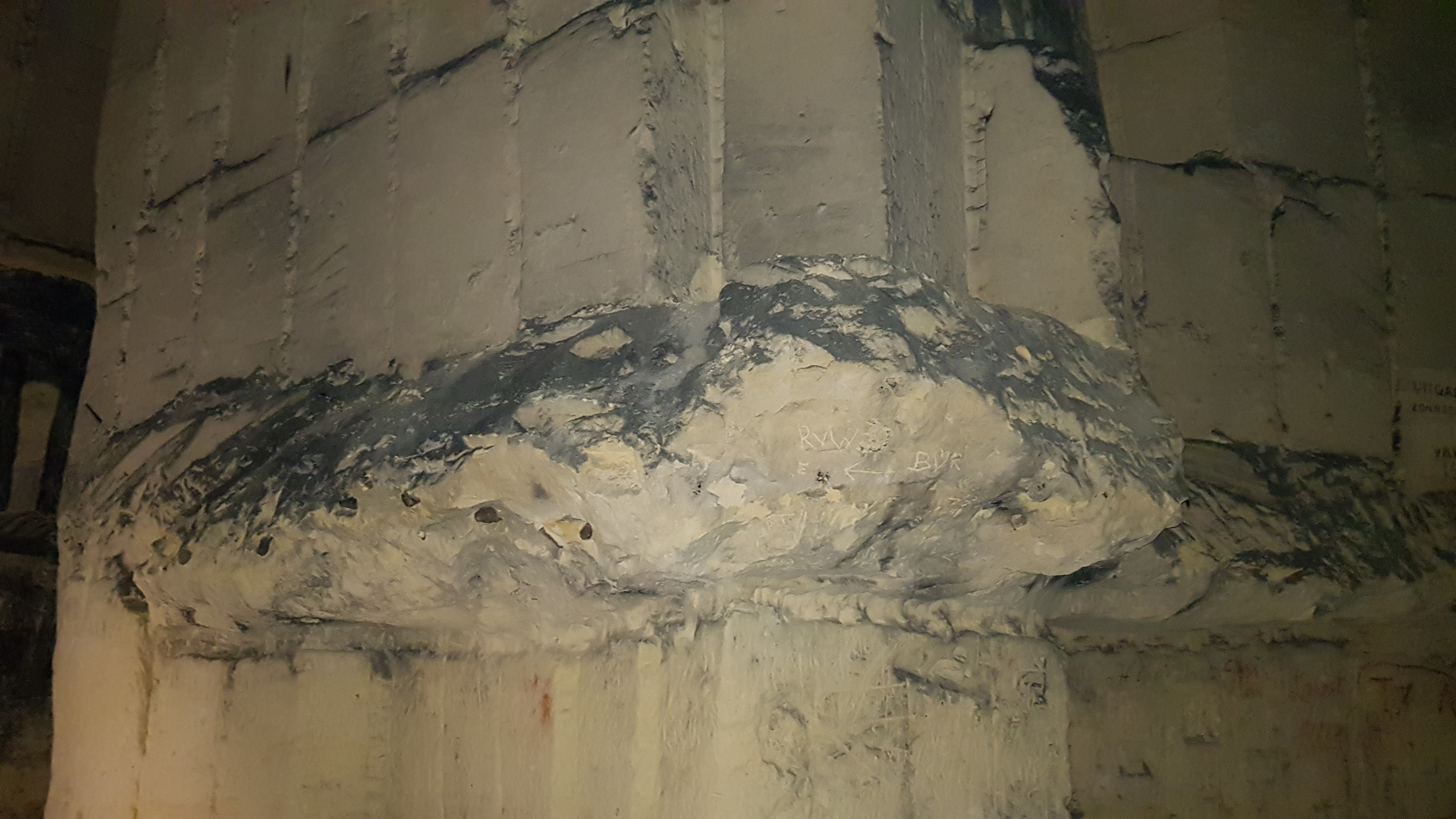
Dikke vuursteenlaag waar men moeizaam doorheen kon komen
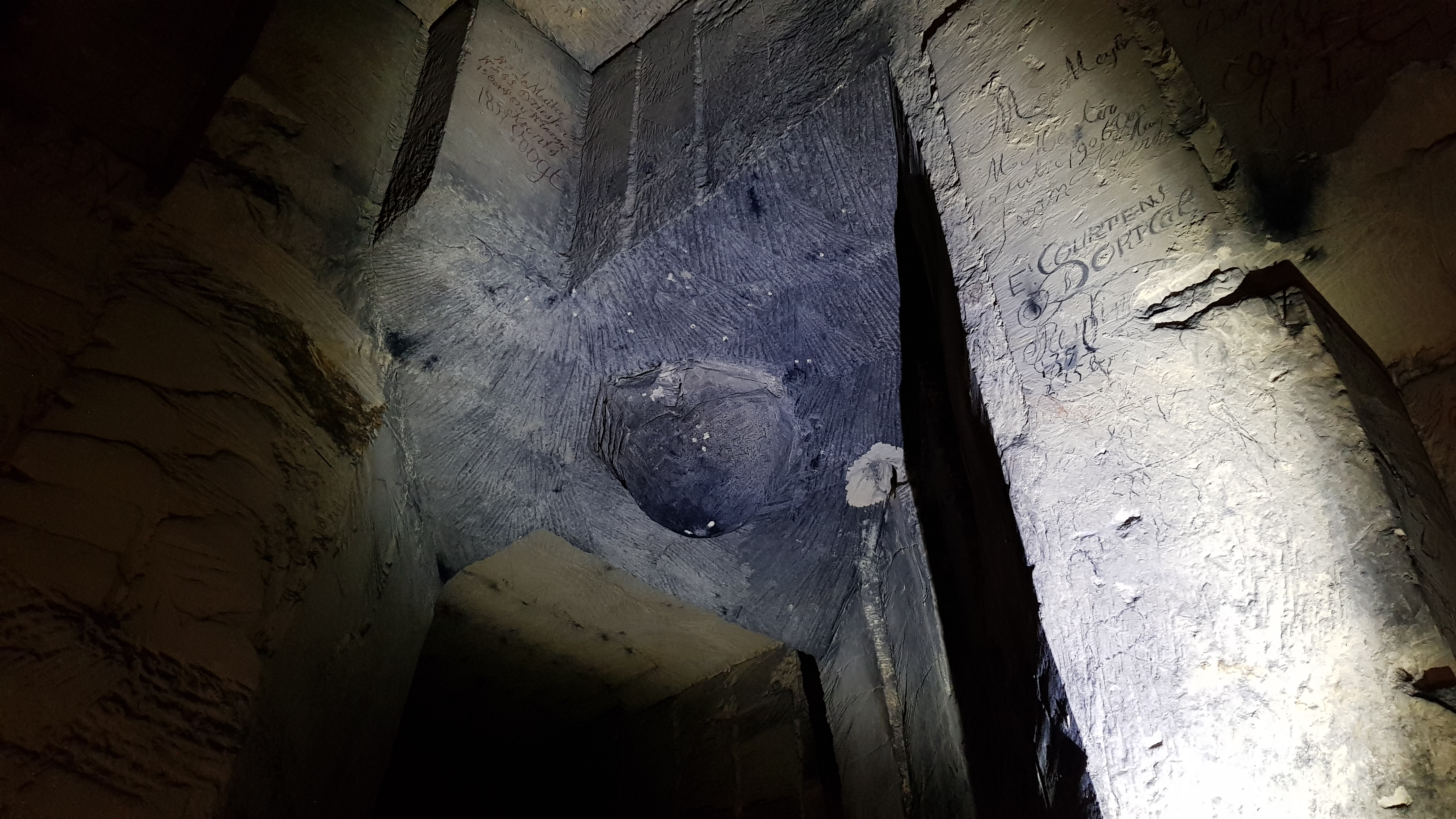
Zogenaamde negendrup, nagebootst van die in Slavante (verdwenen door ENCI)
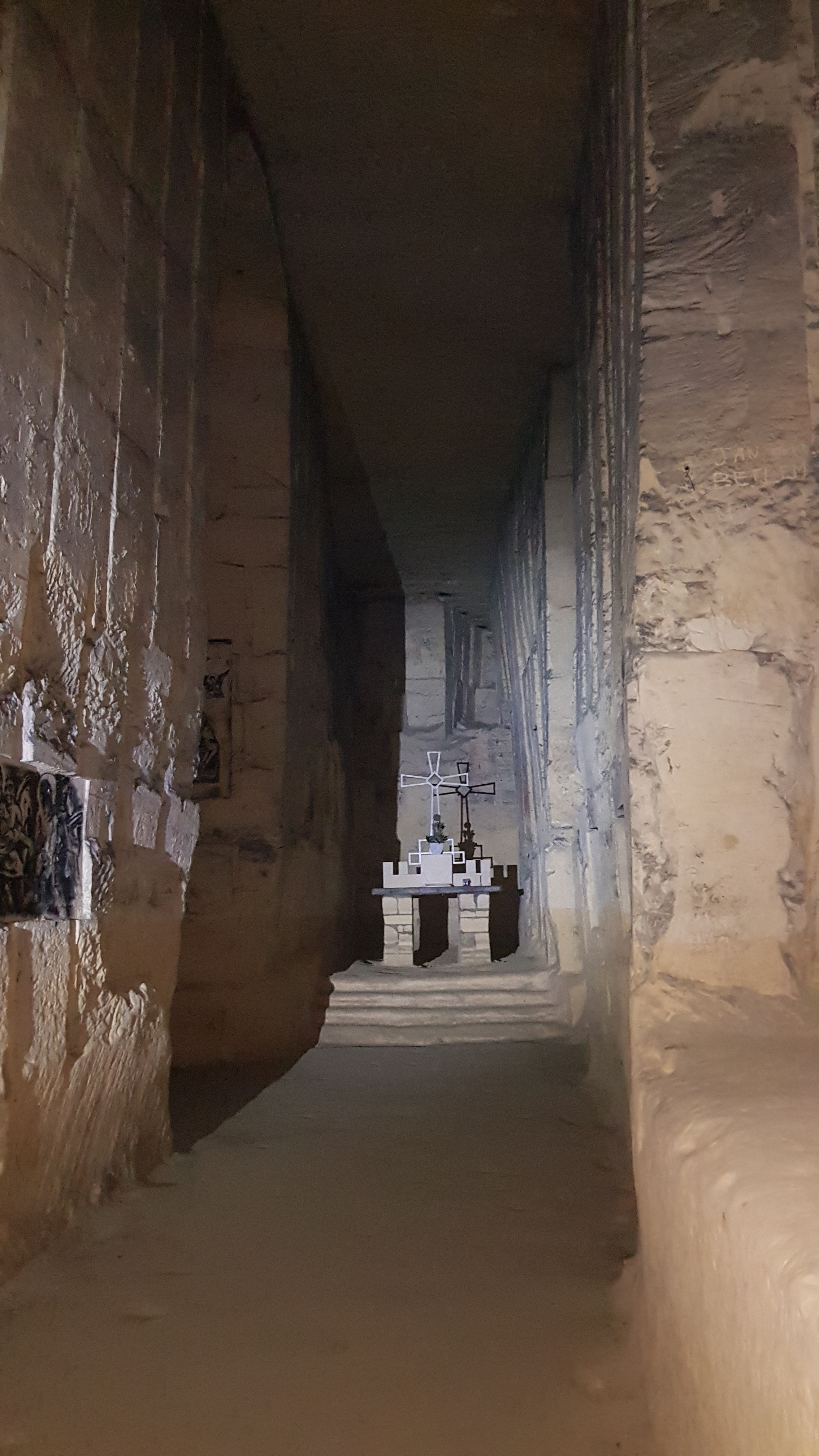
Een van de ondergrondse kapellen
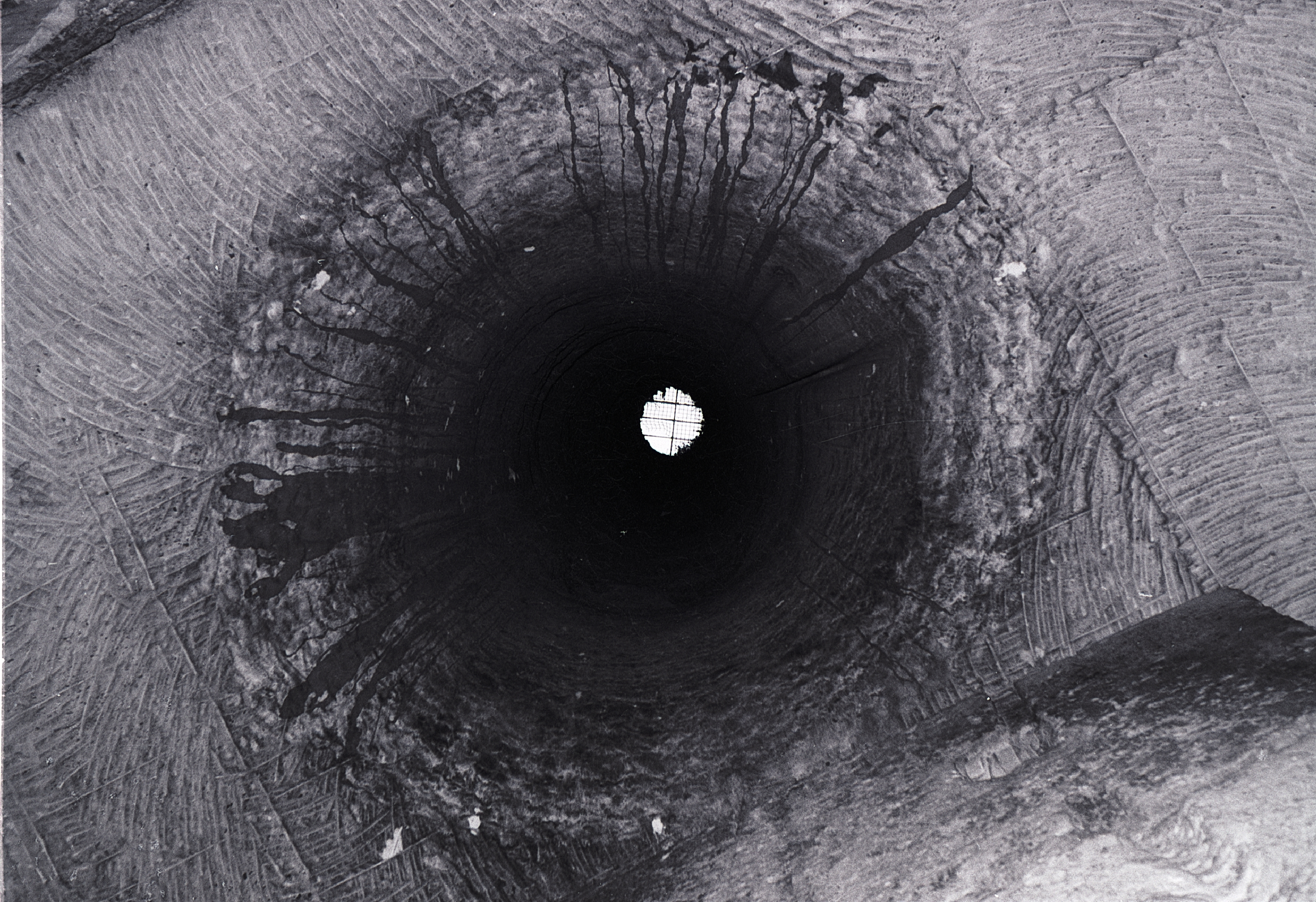
Sint pietersberg 1974 luchtkoker
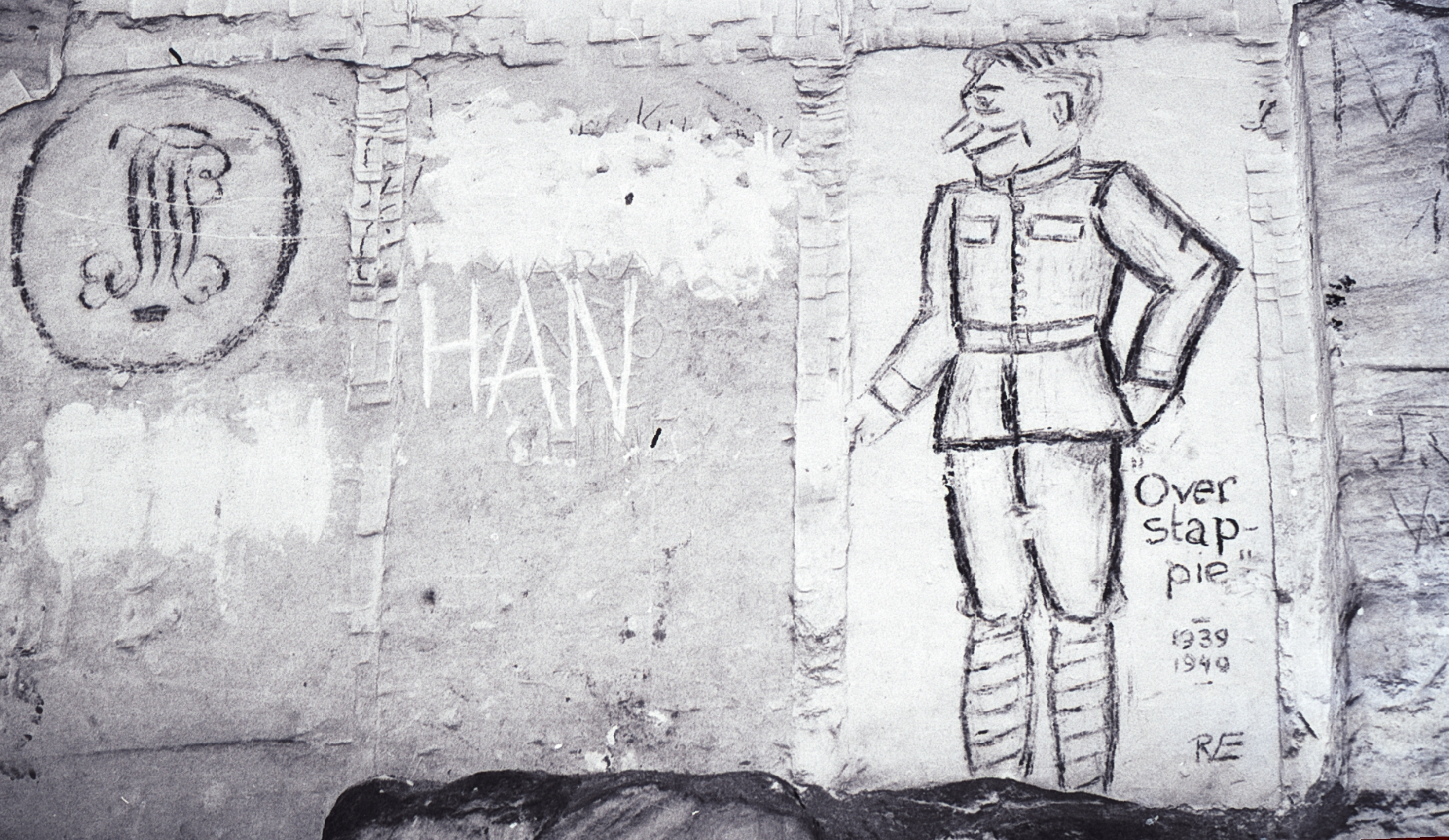
Sint pietersberg 1974 graffiti
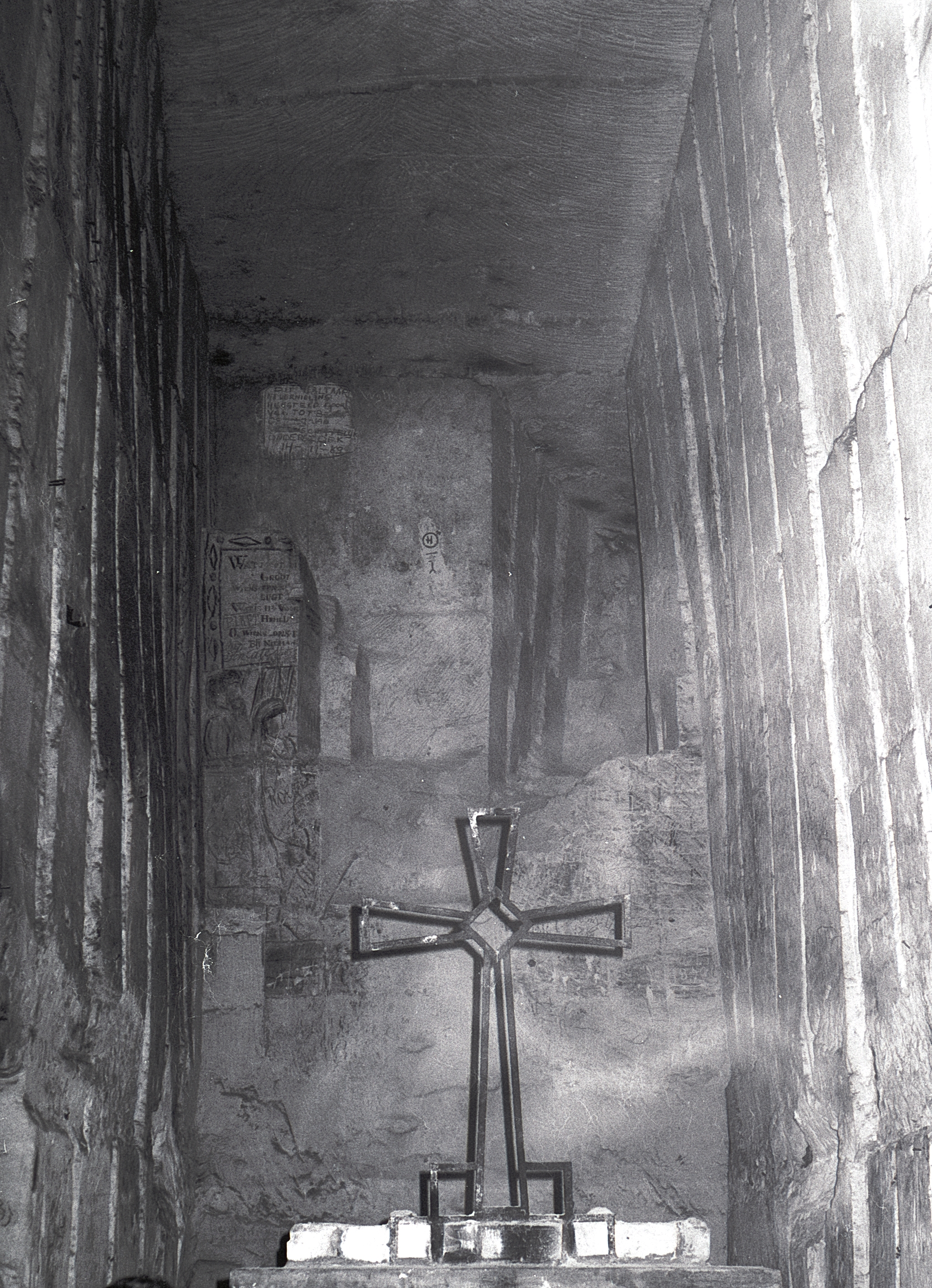
Sint pietersberg 1974 altaar
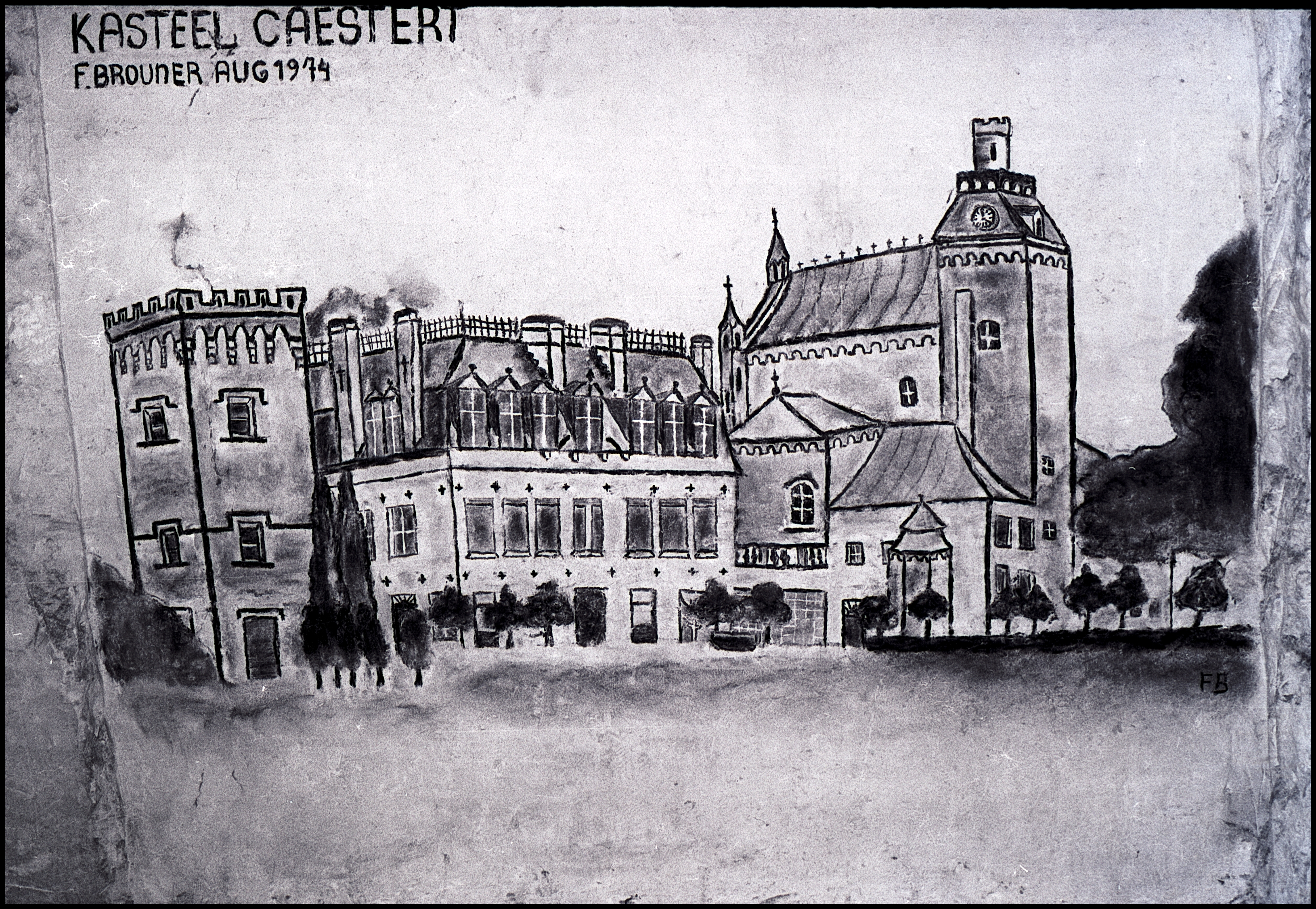
Sint pietersberg 1974, kasteel Caestert F Brouner
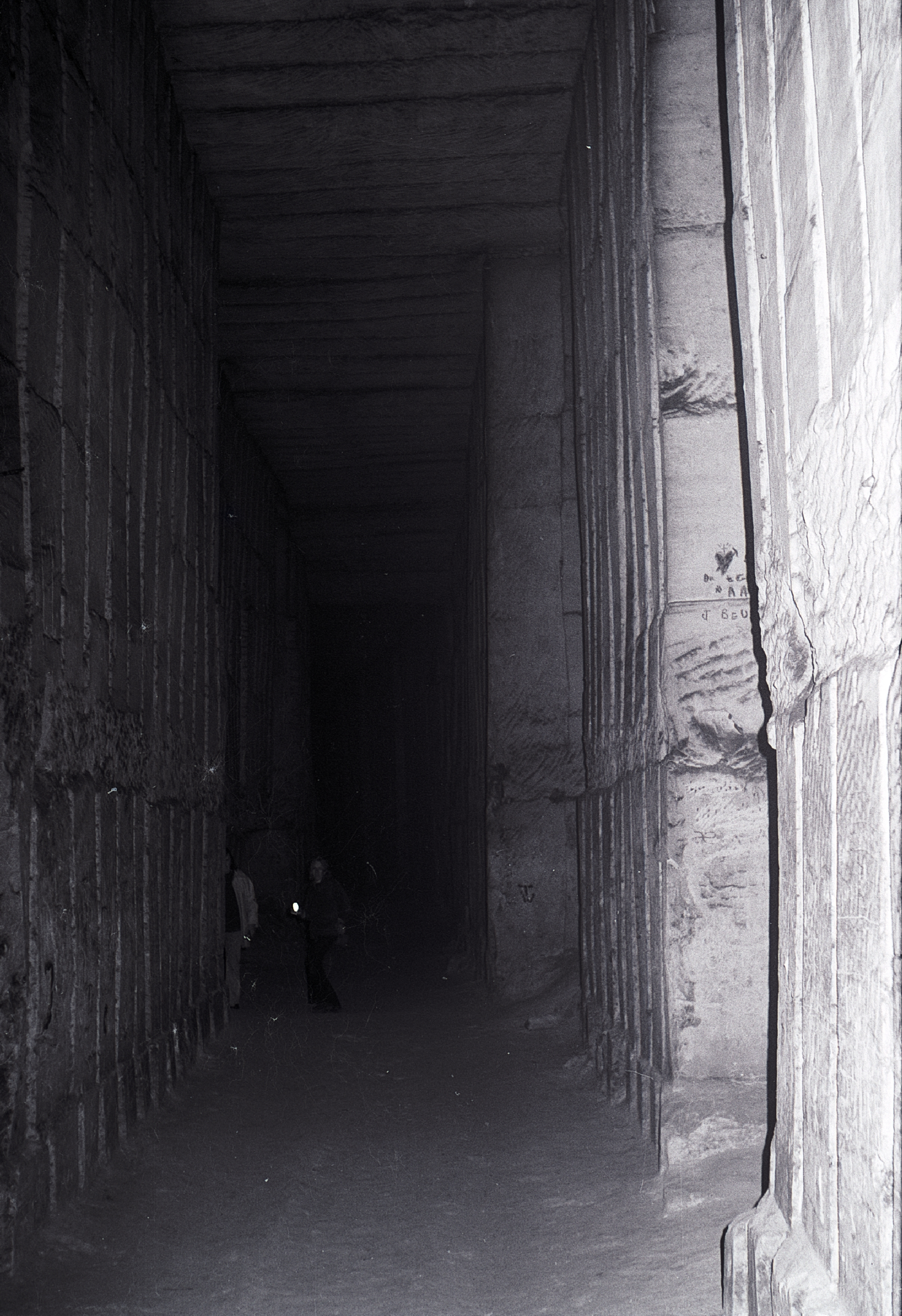
Sint pietersberg 1974 gangen
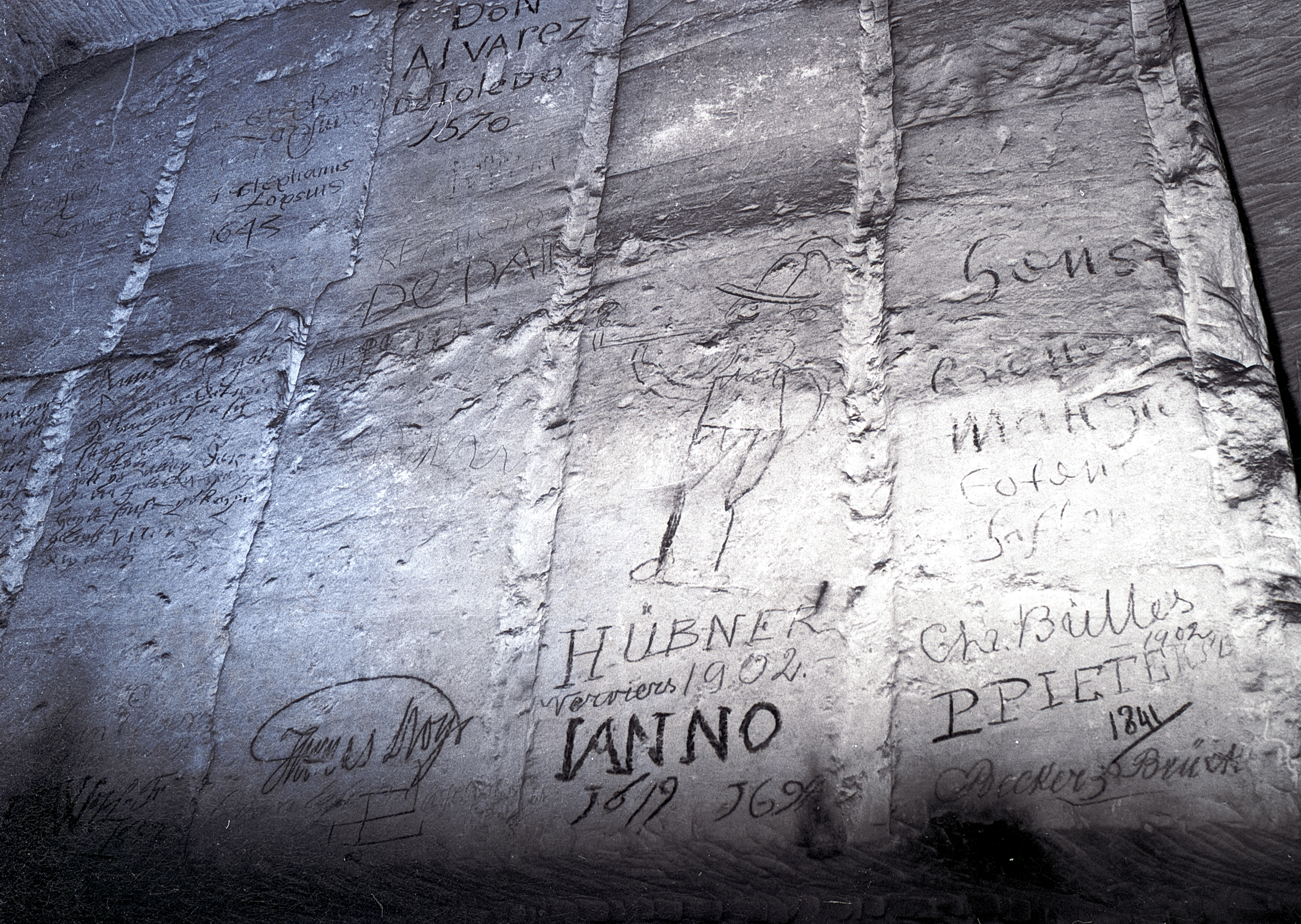
Sint pietersberg 1974 graffiti
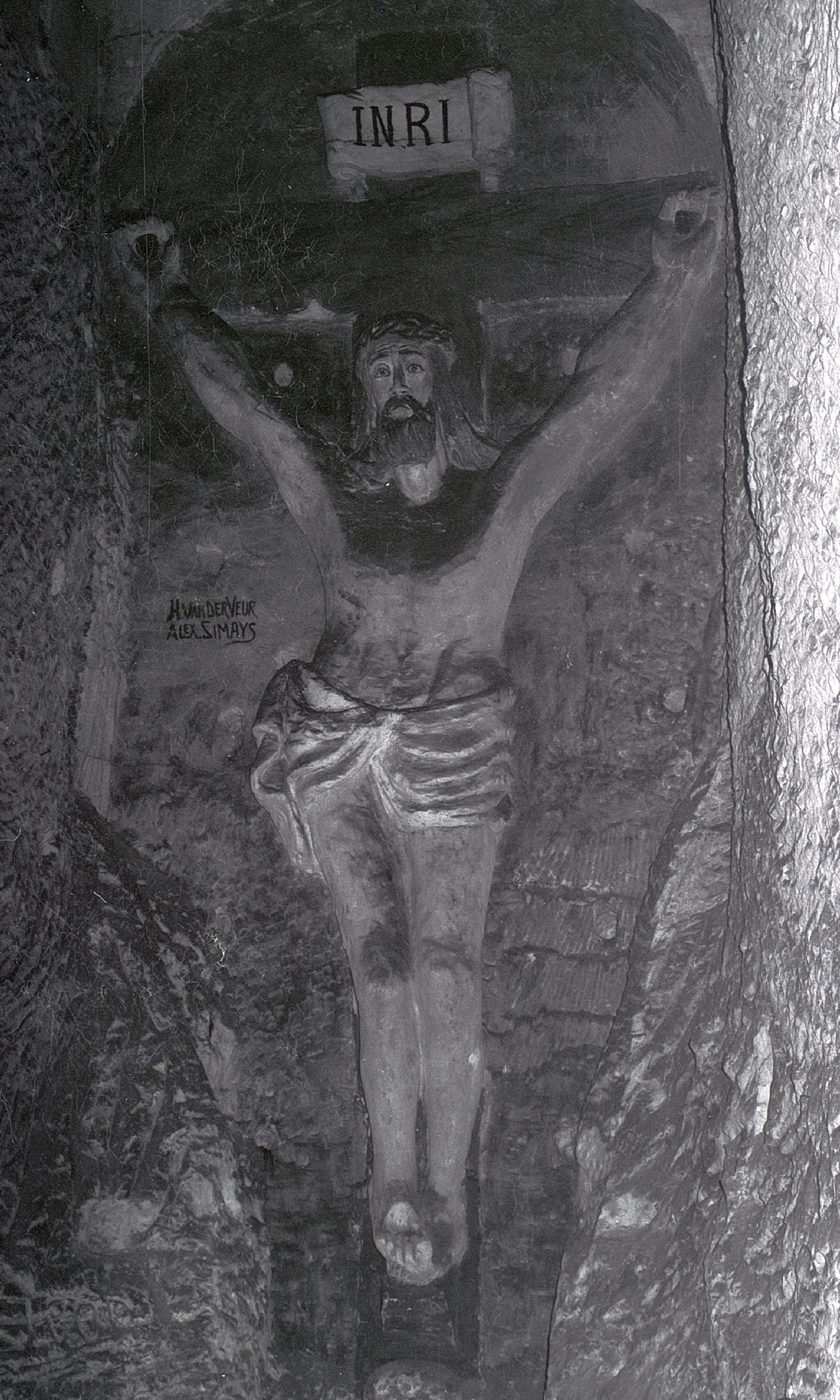
Sint pietersberg 1974 kruisbeeld
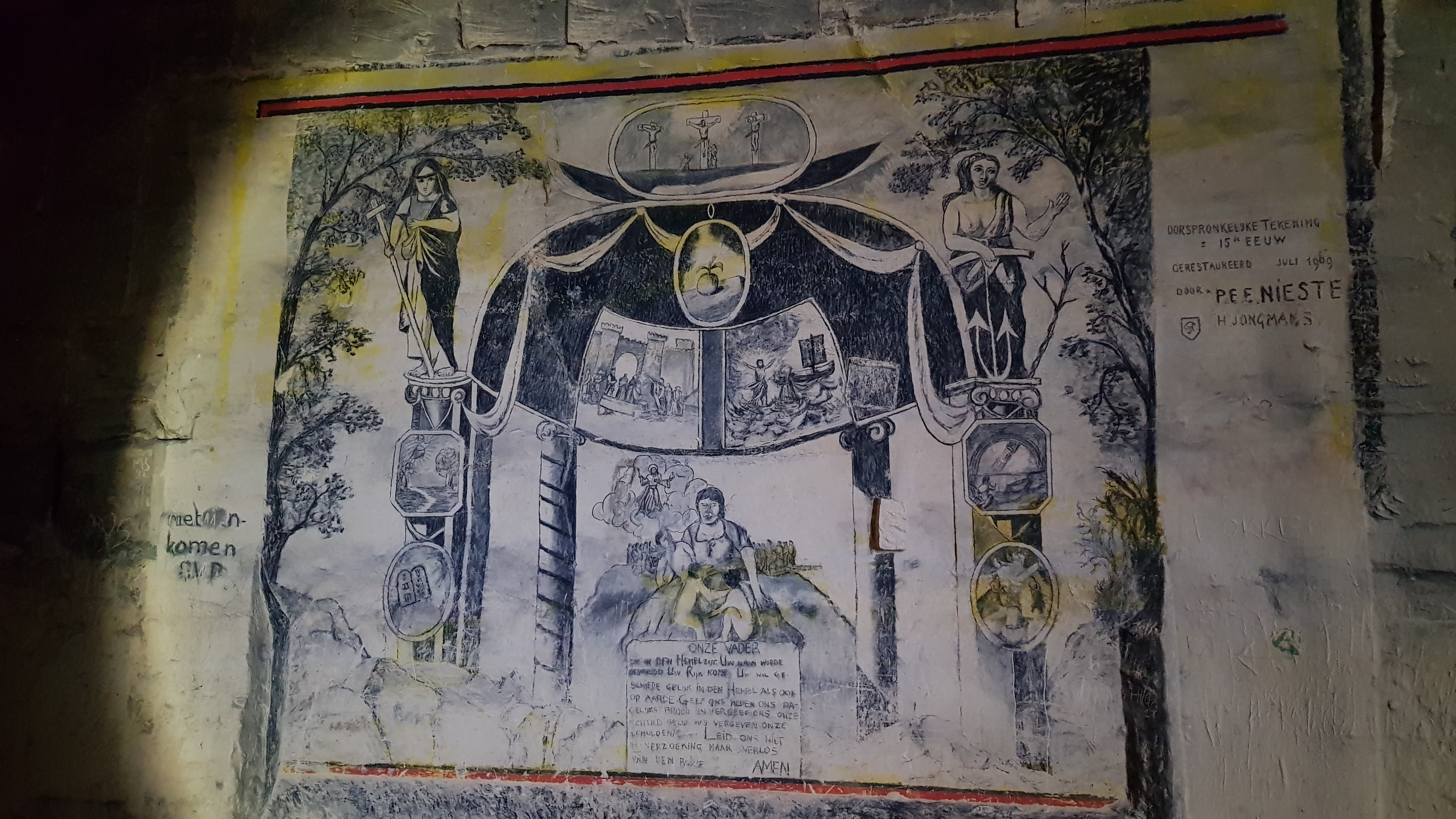
Houtskooltekening, oorspronkelijk uit de 15e eeuw
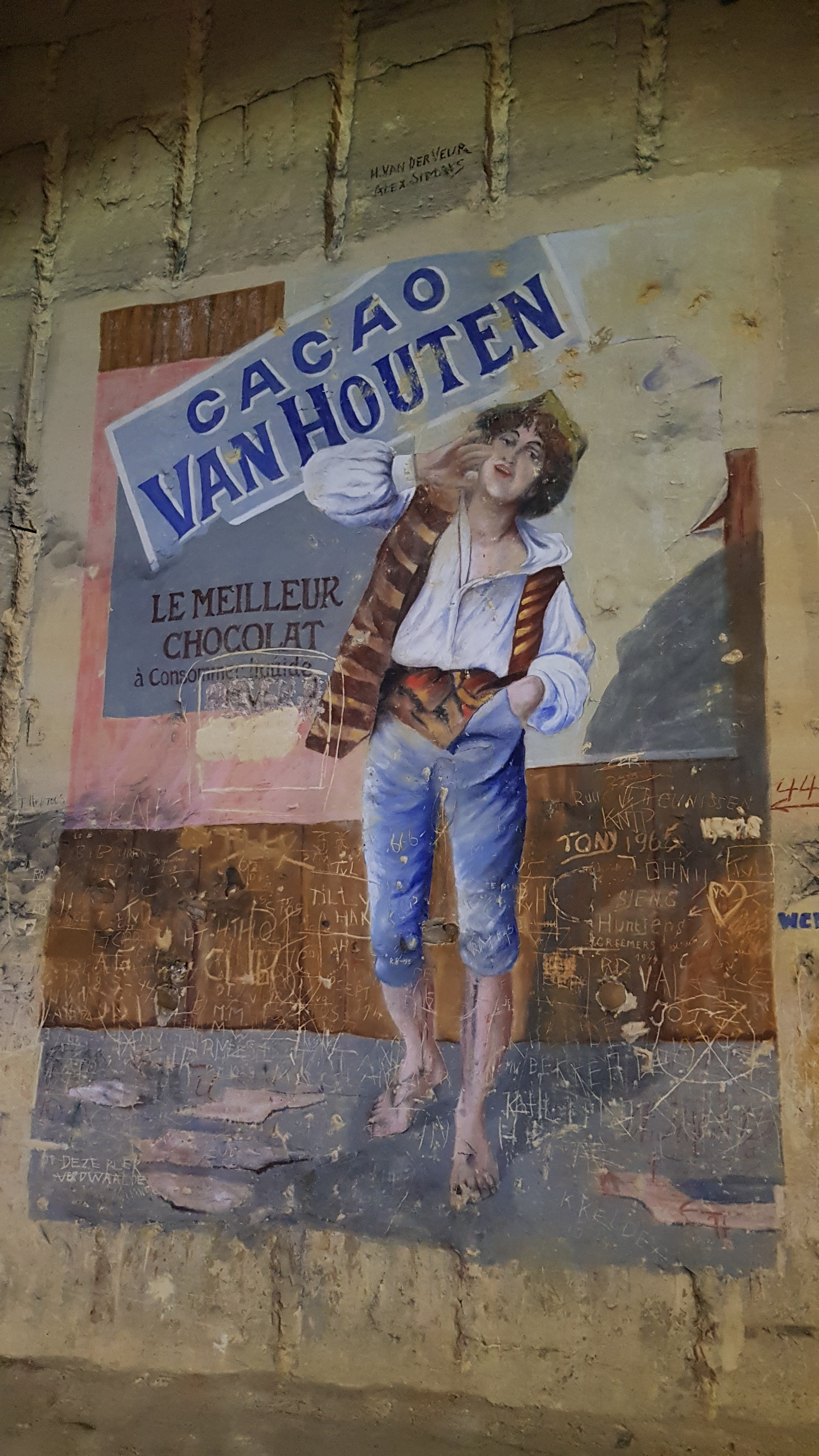
Reclame-uiting in het gangenstelsel

### Museum Zonneberg

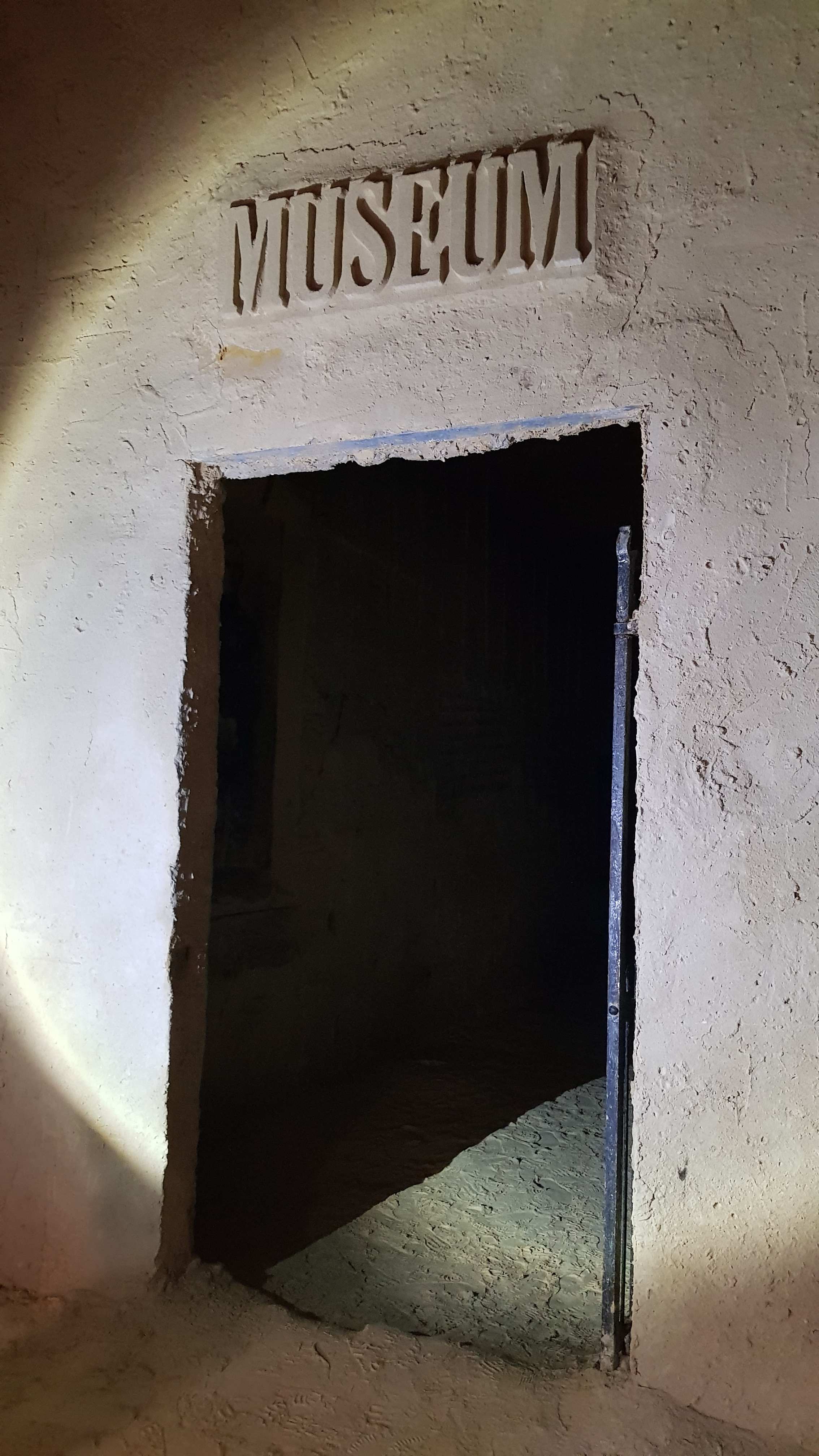
Ingang van het Museum Zonneberg
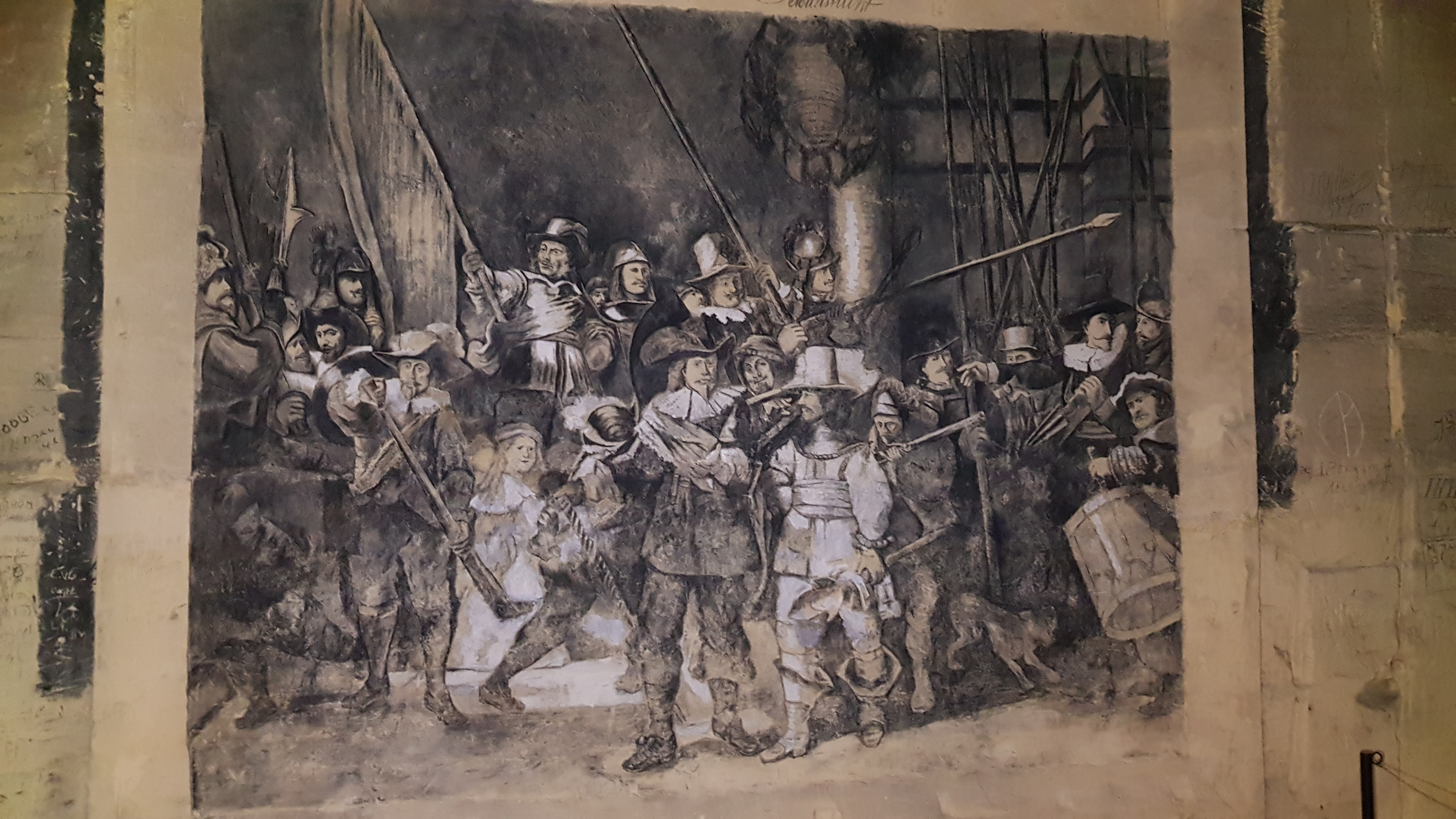
'Grottennachtwacht'
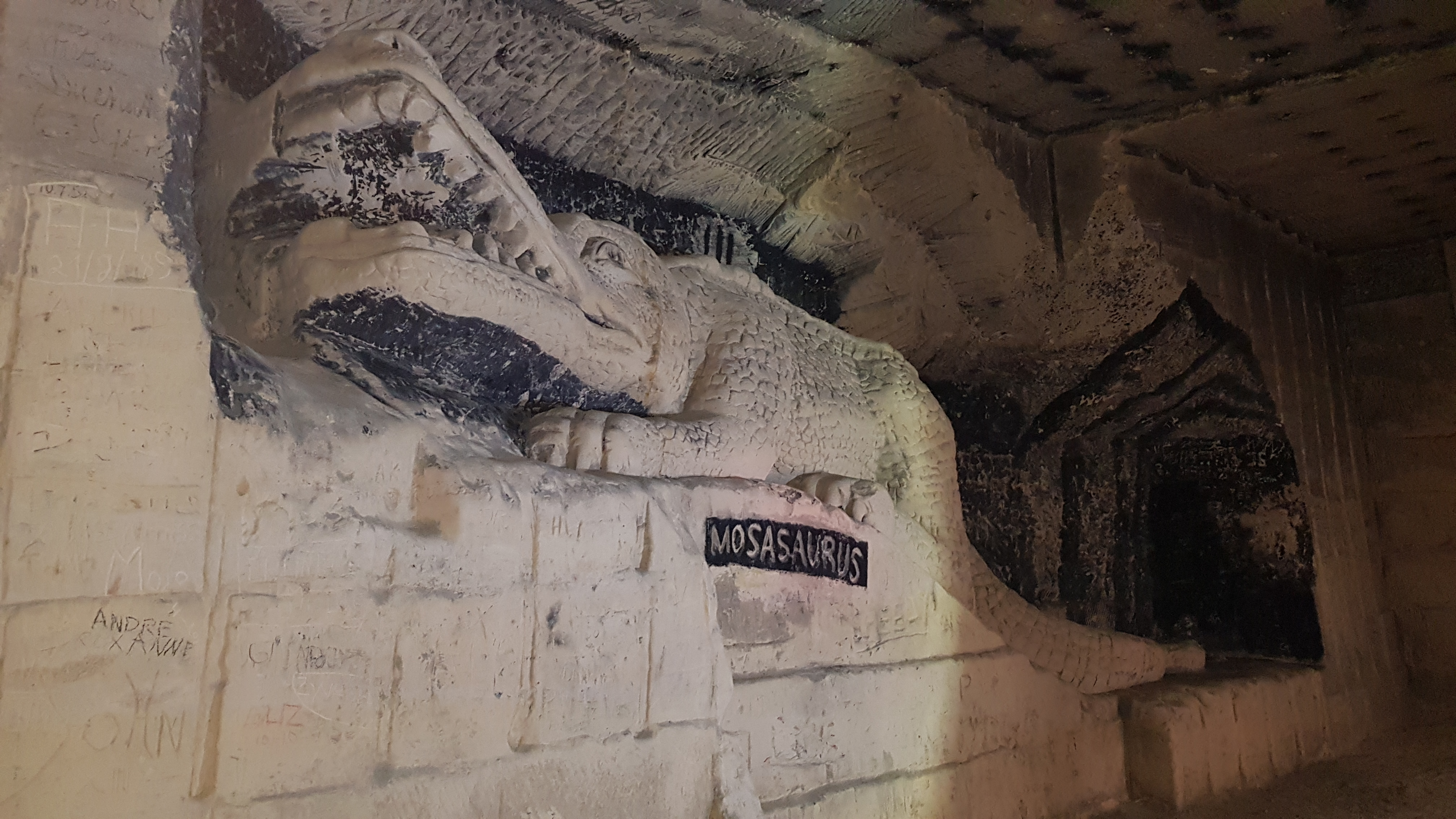
Mosasaurus uitgehouwen in de mergel
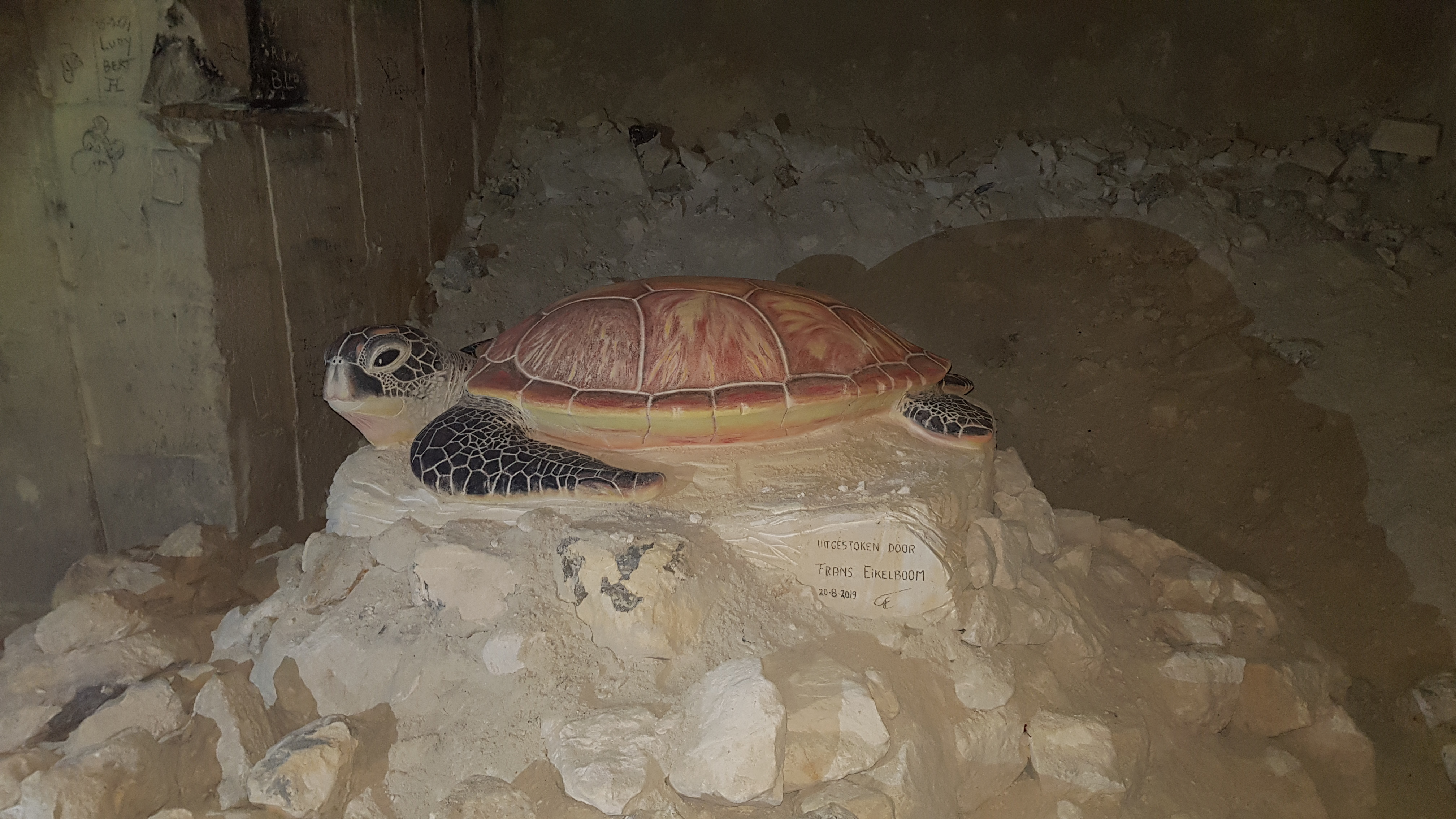
Replica van de oorspronkelijke schildpad in het museum
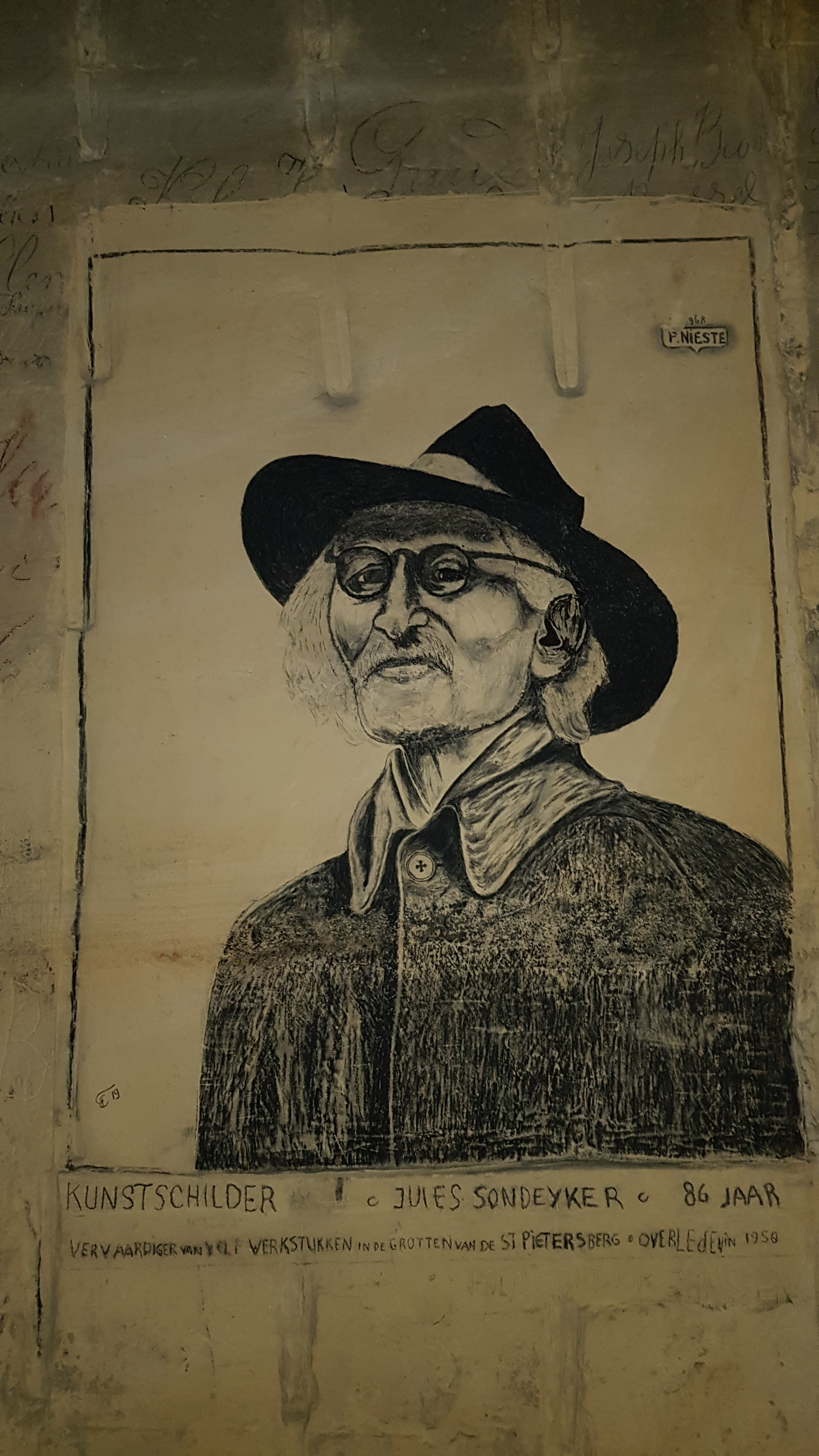
Houtskoolportret van Jules Sondeijker